# Alcira
Alcira (oficialmente en valenciano: Alzira) es una ciudad y un municipio español de la provincia de Valencia, en la Comunidad Valenciana. La ciudad es la capital de la comarca de la Ribera Alta del Júcar, siendo al mismo tiempo el municipio que mayor número de habitantes concentra, con una población de 47 335 habitantes (INE 2024).

## Historia

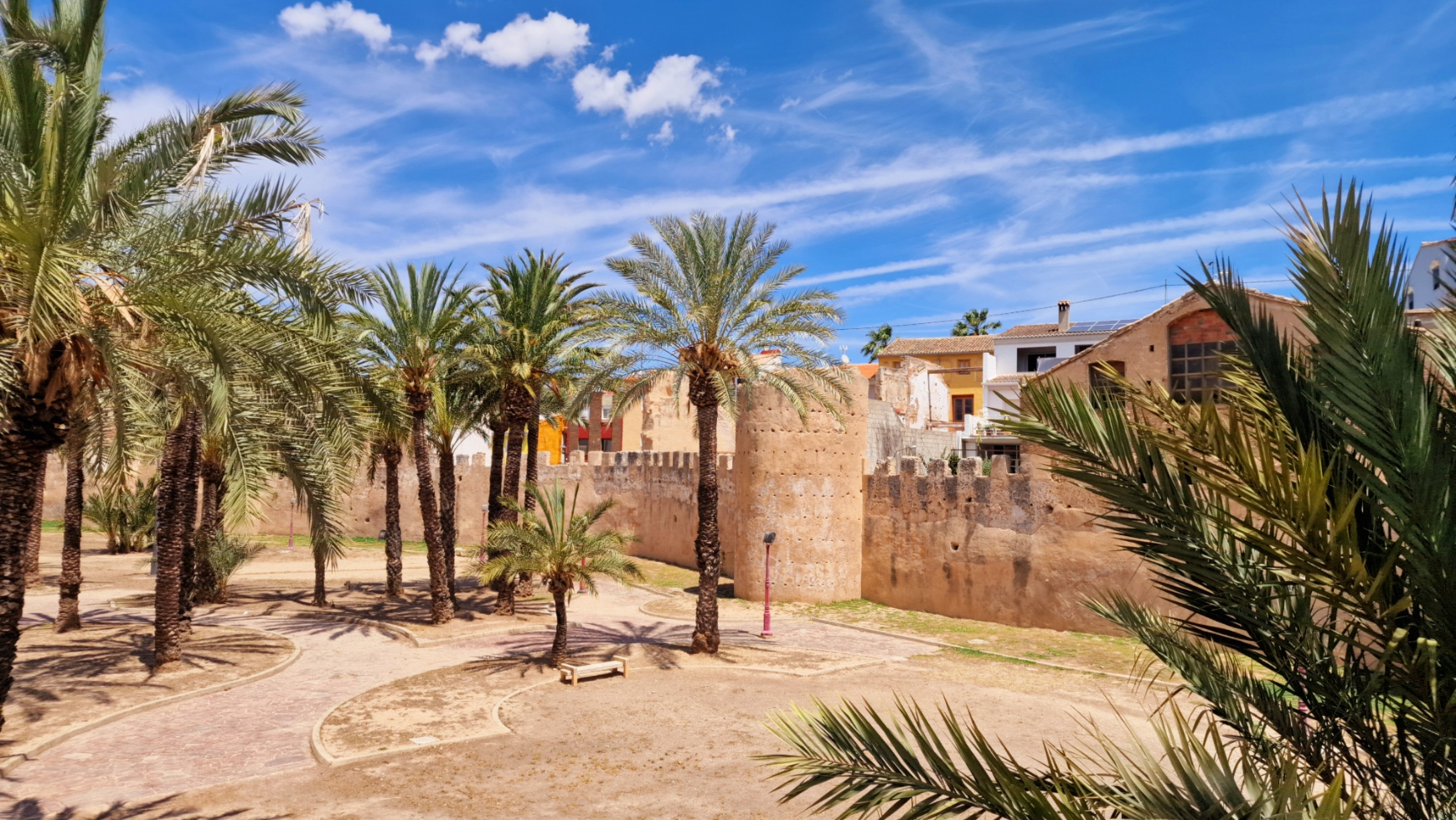
Muralla de Alcira

A pesar de la cantidad de yacimientos prehistóricos hallados, del paleolítico (las casas de Xixerá y la cova d'Alfons); del neolítico (la cueva de las Arañas y la cueva de los Gatos); de la edad de bronce (la montaña Assolada y las casas de Montcada); de la época romana (el almijar de San Bernardo y la necrópolis del camino de Albalat), los orígenes no están claros. Los historiadores y los estudiosos han manifestado sus opiniones de manera dispar. Para algunos la ciudad es la sucesora de la Sucro ibérica. Otros buscan sus precedentes en las villas romanas (Materna, Vilella, Casella, etc.) y señalan una concentración de la población en el núcleo de la villa. Por último, están los que señalan esa concentración pero a partir de las alquerías musulmanas repartidas por el término.
Fundada probablemente por los árabes, durante el dominio musulmán, Alcira fue una población muy importante que llegó a tener gobernación propia. Con los almorávides fue foco destacado de diversas rebeliones contra los cristianos y con el intento de unificación almohade pasó a declararse partidaria de estos. La villa, baluarte completamente amurallado, contaba con unas cuantas mezquitas, casas de baño, molinos, etc. El tratado geográfico de Al-Zuhví, escrito hacia el 1147, señala la existencia en Alcira de un gran puente de tres arcos, obra antigua y de excelente factura, así como que sus habitantes eran gente acomodada. De entre los alcireños de la época destacan los literatos Ibn Jafaya, Ibn Amira, Abu Bakr Ibn Sufyan Al-Majzumi, Abu L-Mutarrif Ibn Sufyan Al-Majzumi y Abu Al-Rahaman Ibn Sufyan Al-Majzumi, el médico y filósofo Ibn Tumlus, los jurisconsultos Ben Abil Kasal y Abu Baker, el historiador Algapheker abu Abdalla, y el matemático Ben Rian, entre otros.

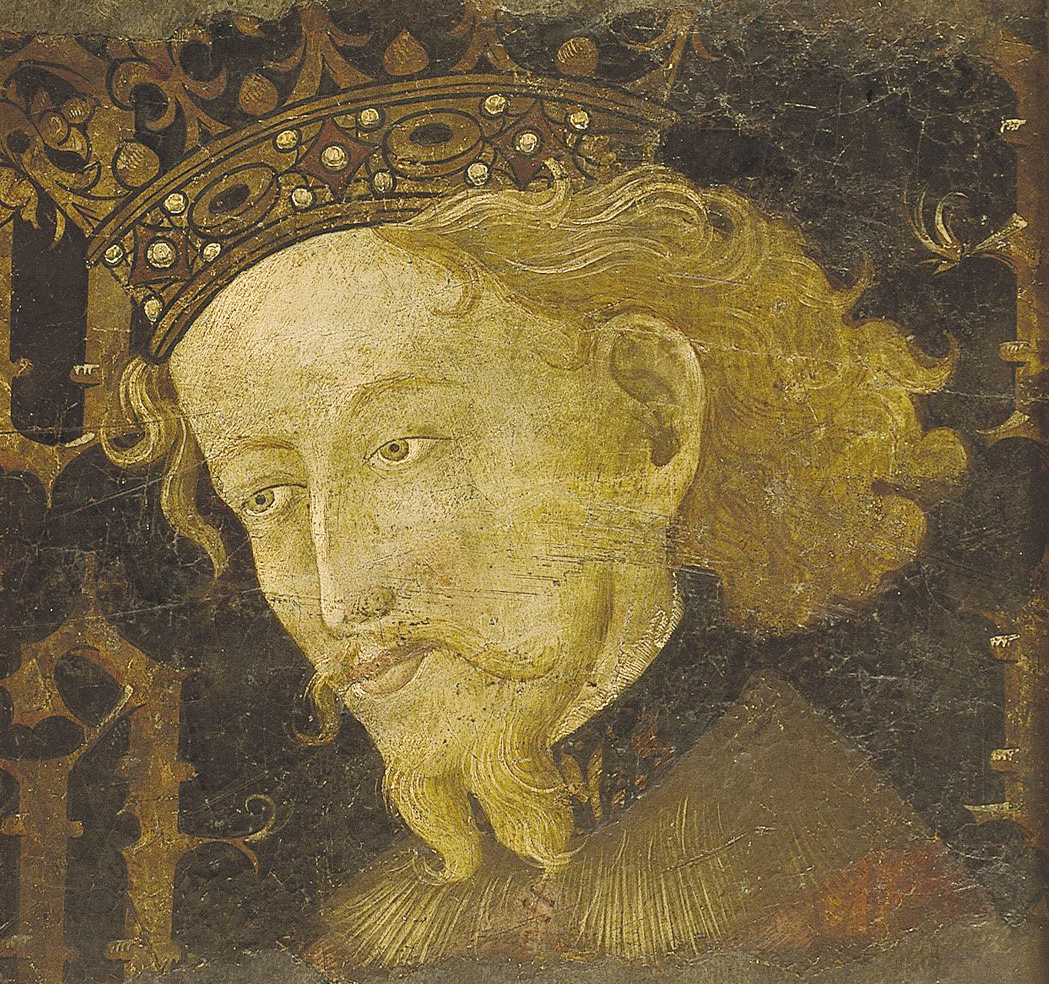
Jaime I de Aragón el Conquistador

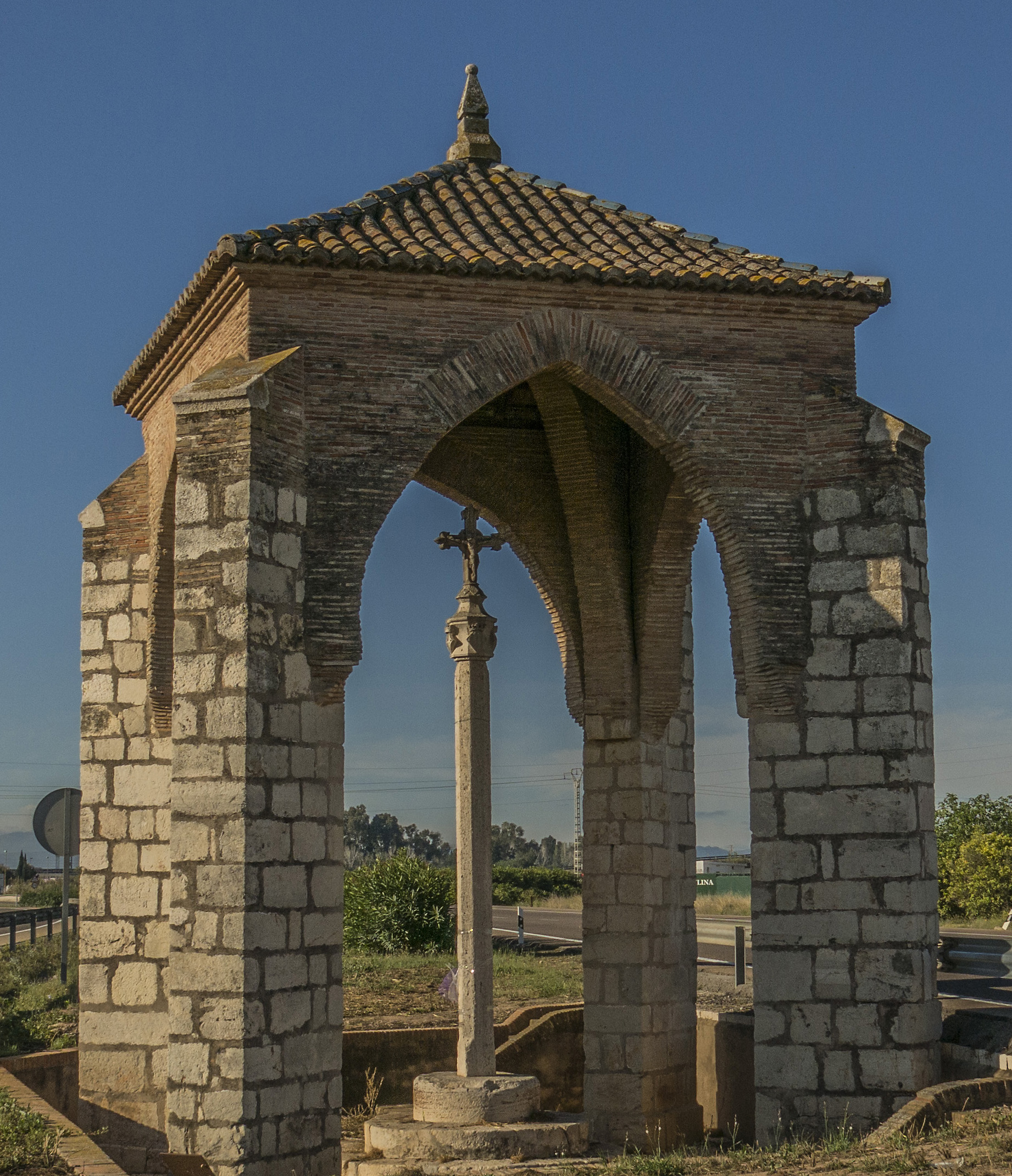
Cruz Cubierta, tradicionalmente, lugar donde murió Jaime I

El 30 de diciembre de 1242 reconquistó la ciudad el rey Jaime I de Aragón, en un episodio fundamental para la conquista del nuevo Reino de Valencia, ya que Alcira era la única ciudad por la que podía cruzarse el río Júcar, de ahí su lema Claudo regnum et adaperio (Abro y Cierro el Reino). El soberano concedió a la villa infinidad de privilegios, entre los que destacó el de mero y mixto imperio, con jurisdicción en causas civiles y criminales, sobre cuarenta y dos municipios, así como el título de Coronada y Fidelísima Villa Real. Su rango de villa real le dio voto en las Cortes del Reino de Valencia.
La vinculación del conquistador con la ciudad fue grande. Jaime I pasaba largas temporadas en Alcira, por la que sentía especial predilección, en la casa-palacio que popularmente recibió el nombre de Casa real o del rey o Casa de la Olivera. Actualmente está en marcha un proyecto para la recuperación y conservación del edificio. Su segunda esposa, Violante de Hungría fundó en Alcira el convento de Santa María de Montpellier, en memoria de la madre del rey, que fue donado a la Orden cisterciense en 1274 y que desapareció tras la desamortización de 1820. Fue en Alcira donde, en 1276, el monarca abdicó en favor de sus hijos Pedro III el Grande, que heredó los reinos de Aragón y Valencia, y Jaime II, que heredó el Reino de Mallorca. En el trance de su muerte, como había dispuesto, Don Jaime fue amortajado con los hábitos del císter, orden a la que perteneció san Bernardo de Alcira, patrón de la villa. El episodio de la muerte del rey es controvertido. Según las crónicas, una vez hubo abdicado en Alcira, murió de camino hacia Valencia. No obstante otros, basándose en la Crónica de Ramón Muntaner señalan la residencia real de Alcira como lugar del fallecimiento, tras el cual fue trasladado ya cadáver a la capital del reino y posteriormente al monasterio de Poblet donde fue enterrado definitivamente.
Alfonso I, en 1286, le concedió la facultad de celebrar ferias. La villa tomó parte activa en la guerra de La Unión, participó en las Cortes del Reino y ejercitó un papel destacado en el Compromiso de Caspe.
Tuvieron convento en la ciudad los jerónimos (monasterio de Santa María de la Murta, 1401), las agustinas (Santa Lucía, 1536), cuyo convento gozó de la protección de la reina Margarita de Austria, los franciscanos (Santa Bárbara, 1539), los trinitarios (San Bernardo, 1558), los capuchinos (La Encarnación, 1614), etc. De todos ellos, el monasterio de la Murta fue el cenobio más destacado, ya que había contado desde su fundación con la protección de importantes familias aristocráticas como los Serra, los Vich o los Vilaragut, así como importantes personajes del alto clero como el cardenal Cisneros o el patriarca san Juan de Ribera, y de la realeza, tras la visita y estancia en el monasterio, en 1586, del rey Felipe II, y sus hijos, el príncipe Felipe (futuro Felipe III) y la infanta Isabel Clara Eugenia (futura gobernadora de los Países Bajos).
Los siglos XVI y XVII supusieron un receso en el orden político y económico. Entre 1460 y 1511 la población de Alcira se redujo de 476 hogares a solo 382. Se segregaron de la villa: Carcagente, Guadasuar y Algemesí, y sufrió los efectos de la expulsión de los moriscos (1609).
En la Guerra de Sucesión Alcira se declaró partidaria del archiduque Carlos por lo que Felipe V, tras vencer la guerra, abolió todos sus fueros y privilegios. Durante la guerra contra los franceses, en 1811 se trasladó a Alcira la Junta de Defensa de la provincia. En 1814 la ciudad recibió la visita del rey Fernando VII.
En 1820 se crea el partido judicial de Alcira. En 1853 llega el ferrocarril a la villa. El 8 de agosto de 1876, Alfonso XII, en consideración a la importancia que por el aumento de la población y desarrollo de su industria y su comercio había conseguido la villa, le concedió el título de ciudad. En 1885, Alcira se prestó al insigne doctor Jaume Ferrán Clua para que experimentara la vacuna anticólera.

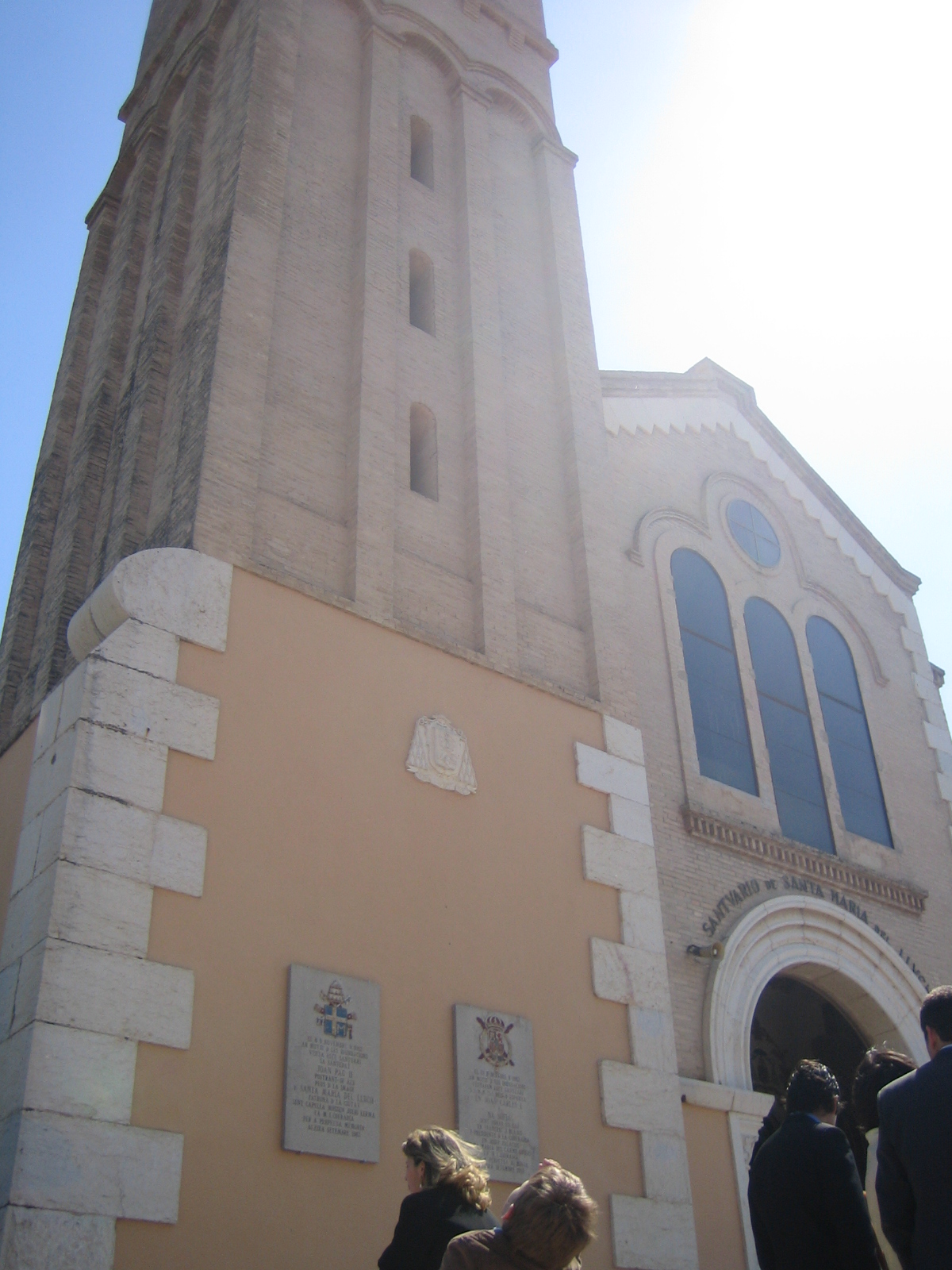
Placas conmemorativas de las visitas del papa Juan Pablo II y de los reyes de España Juan Carlos I y Sofía al santuario de Nuestra Señora del Lluch

El dictador Francisco Franco visitó la ciudad en 1939, finalizada la guerra civil española, realizando una segunda visita en 1947. El desarrollo de la industria así como el cultivo y comercio de la naranja, que devino en importante fuente de divisas para la economía nacional, motivó también la visita a la ciudad en 1961 del príncipe Juan Carlos de Borbón, futuro rey de España. En este contexto se celebró en 1964 el VII Centenario de la Acequia Real del Júcar bautizada por Jaime I en 1264 con el nombre de Acequia Real de Alcira; actos que fueron presididos por Cayetana Fitz-James Stuart, duquesa de Alba, que tributó en el Ayuntamiento un homenaje a la ciudad con una placa conmemorativa instalada en un muro del salón Noble. En 1970 el príncipe Juan Carlos realizó una nueva visita a la ciudad, esta vez acompañado por la princesa Sofía. Fueron llevados al Huerto de Rosales para contemplar los naranjales.
El Júcar, azote de la población, ha provocado daños a la ciudad a lo largo de su historia. Las riadas de 1320, 1473, 1779, 1864, 1916, 1982 y 1987, entre otras, son buen ejemplo, pero es el 20 de octubre de 1982 cuando se produjo una de las más trágicas páginas de la historia de Alcira: la Pantanada de Tous. La presa de Tous reventó y toda la comarca permaneció inundada bajo las aguas del Júcar, en un episodio que en estos momentos no está aún suficientemente aclarado. Durante esos días se produjo la visita de los reyes Juan Carlos I y Sofía y del papa Juan Pablo II al Santuario de Nuestra Señora del Lluch, desplazándose para ello en helicóptero hasta la explanada de la muntanyeta del Salvador, donde el sumo pontífice de la Iglesia católica ofició una Misa.
Actualmente la ciudad viene marcada por un carácter tendente a la descentralización respecto de la capital, Valencia. Esto ha permitido que se hayan desarrollado los servicios necesarios (financieros, tributarios, jurídicos, comerciales, sanitarios y educativos) para dar cobertura a los alcireños y demás habitantes de las poblaciones circundantes y comarcas vecinas.

### Dana de 2024
Las inundaciones de la DANA de 2024 en España, que tuvieron lugar principalmente en la región de la Ribera Alta, afectaron gravemente a la ciudad de Alcira durante la primera semana de octubre de 2024. Las intensas lluvias y tormentas asociadas a este fenómeno meteorológico causaron severos daños en infraestructuras, viviendas y también en el sector agrícola, superando los 27 millones de euros en pérdidas. El Ayuntamiento de Alcira solicitó la declaración de la zona como catastrófica debido a la magnitud de los daños en viviendas, infraestructuras urbanas y caminos rurales. Se reportaron importantes afectaciones en la red de caminos rurales y áreas industriales de la ciudad, lo que complicó aún más la recuperación.
Ante la magnitud de los daños, la Generalidad Valenciana aprobó la financiación de los primeros proyectos de reconstrucción en diversas localidades afectadas, incluida Alcira. Entre las medidas adoptadas, se incluyeron trabajos para restaurar los caminos rurales, mejorar las infraestructuras afectadas y garantizar la seguridad de los habitantes.
El municipio también activó un servicio de atención a los damnificados, proporcionando asistencia a las familias afectadas y gestionando ayudas para la recuperación de viviendas y bienes materiales. Además, el Ayuntamiento de Alcira solicitó que se considerara la declaración de la zona catastrófica para acceder a más recursos económicos y agilizar el proceso de reconstrucción.
El impacto económico de la dana de 2024 fue especialmente severo en el sector agrícola, con daños en cultivos y terrenos de cultivo, lo que afectó a los productores locales.

## Toponimia
El topónimo deriva del árabe al-ǧazīra (الجزيرة), «la isla». El nombre completo en árabe, sin embargo, era ǧazīrat šuqar (جزيرة شقر), «la isla del Júcar» sin el artículo al- (ال) en este caso, ya que el árabe lo omite en expresiones de posesión o pertenencia.

## Geografía

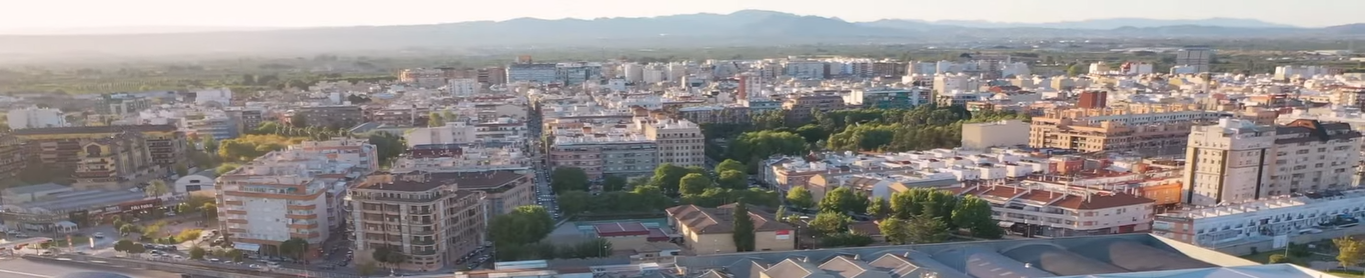
Vista parcial de Alzira

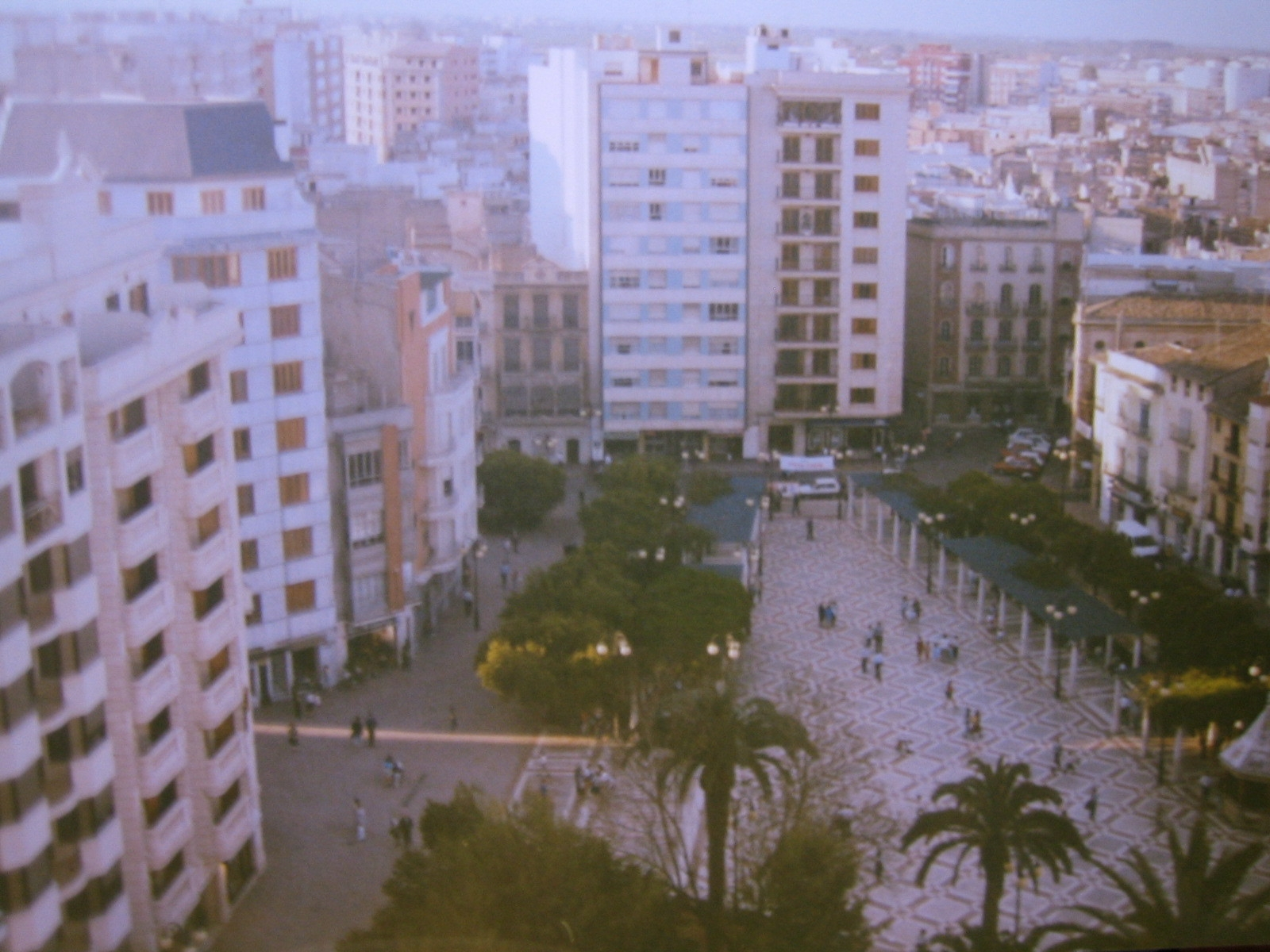
Plaza Mayor de Alzira

El término municipal de Alcira se encuentra entre los 14 y 20 m s. n. m., entre los meridianos 0°18' y 0°29' de longitud oeste y los paralelos 39°4' y 39°11'. Su extensión es de 111,46 km2. La distancia con la capital provincial es de aproximadamente 44 km.
El término municipal está situado en su mayor parte en la margen derecha del río Júcar y está dividido en dos sectores, uno de 83,24 km2 y otro de 28,22 km2, llamado La Garrofera, el cual se halla separado por los términos municipales de Masalavés, Benimuslem, Alberique y Benimodo, formando un enclave.
El término municipal de Alcira limita con las localidades de Alberique, Algemesí, Gabarda, Antella, Benifairó de la Valldigna, Benimodo, Benimuslem, Carcagente, Corbera, Favareta, Guadasuar, Llaurí, Masalavés, Poliñá del Júcar, Benicull, Simat de Valldigna, Sumacárcel, Tabernes de Valldigna y Tous, todas ellas de la provincia de Valencia.

### Orografía
La superficie del término es muy irregular, siendo completamente llana en las márgenes del río Júcar; hacia el sureste se extienden, paralelamente entre sí, las sierras de Corbera, la Murta y Les Agulles, entre las que se desarrollan, los valles de la Murta, la Casella y Aguas Vivas, mientras que el sector de La Garrofera está accidentado por las vertientes orientales de la sierra de Tous.

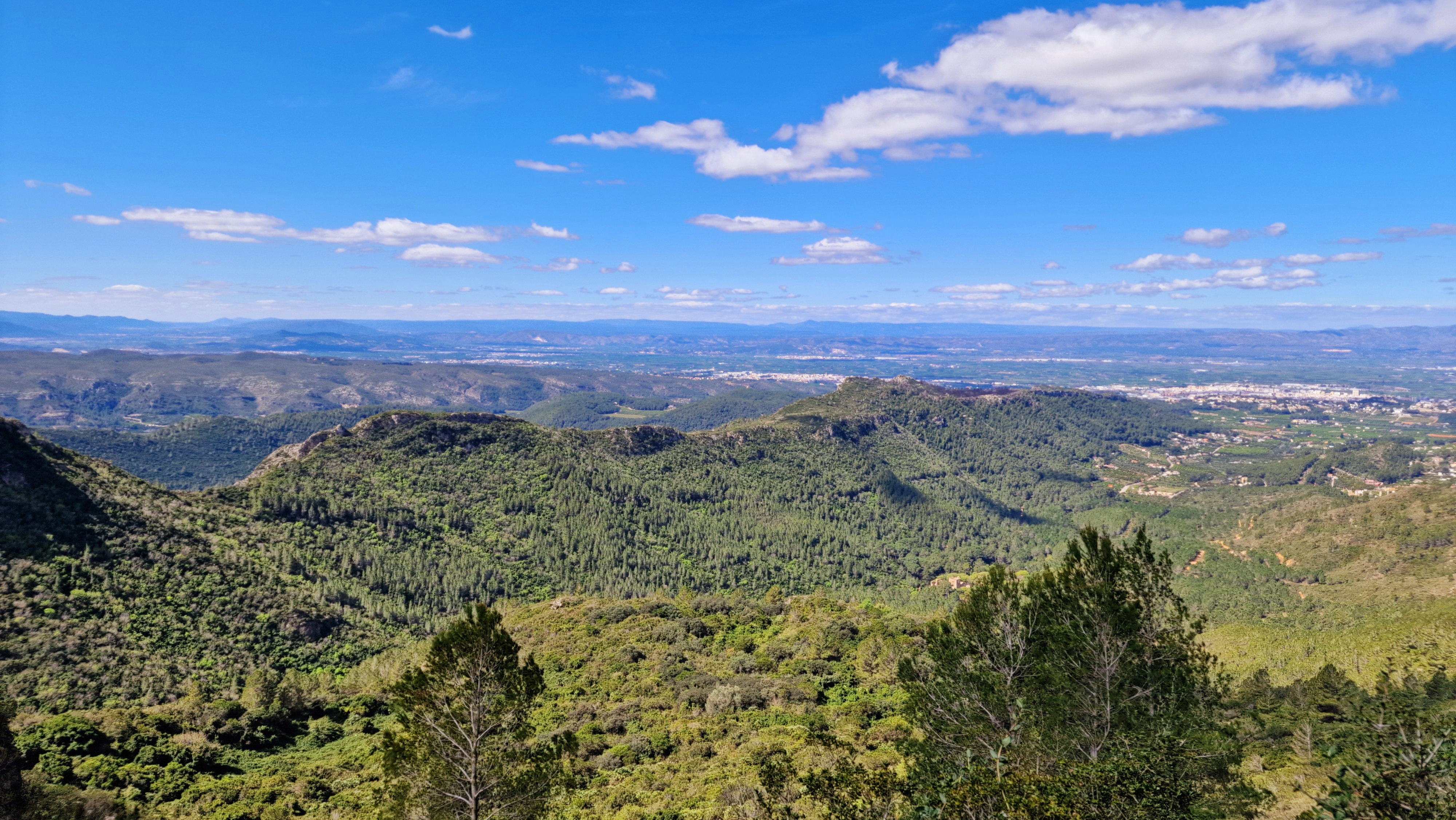
Valle de La Murta

El término de Alcira está atravesado por el río Júcar, al que afluyen el río de los Ojos o río Verde por su margen izquierda y el barranco de Barcheta por la derecha. El Júcar fue navegable hasta Alcira por embarcaciones de pequeño tonelaje hasta el siglo XVI.
Alcira da nombre a la Hoja 770 del Mapa Topográfico Nacional.

### Clima
El clima es de tipo mediterráneo, con una brusca transición del estiaje estival a las abundantes lluvias otoñales, de tipo torrencial, que producen frecuentes inundaciones en octubre y noviembre. Después de la inundación producida por el desastre de Tous, en 1982, se procedió a construir la nueva presa de Tous en 1996, para así conseguir la regularización del caudal del río.
Fuera del casco urbano encontramos interesantes paisajes y parajes naturales. En la llanura destacan las casas de campo, las alquerías y los huertos de naranjos, con una de las superficies más extensas de España dedicadas a su cultivo, inmortalizados por Sorolla en su obra Valencia, dentro del conjunto Visión de España para la Hispanic Society of America de Nueva York.
En las sierras de Corbera, la Murta y Las Agujas o Les Agulles se encuentran los valles de la Murta con su monasterio, antes mencionado, el valle de La Casella y su reserva de ciervos y el valle de Aguas Vivas, que alberga el monasterio de Santa María de Aguas Vivas. Las alturas de estas sierras son el Tallat Roig (394 m), la Cruz del Cardenal (543 m), les Orelles d´Ase (592 m) y la Ratlla (625 m).
Alcira y su entorno también inspiró a Vicente Blasco Ibáñez en la creación de su novela Entre naranjos.

## Demografía
Alcira cuenta con una población de 47 335 habitantes (INE 2024) y de más de 49 000 habitantes en el padrón vivo municipal a 31 de marzo de 2025.
| Gráfica de evolución demográfica de Alcira entre 1842 y 2021                                                        |
| |
| Población de derecho según los censos de población del INE Población de hecho según los censos de población del INE |

La población estacional máxima que soporta Alcira es de una media de 62 094 personas diarias.
La gran expansión que han experimentado los municipios de Alcira, Algemesí y Carcagente desde mediados del siglo XX, ha creado un área urbana de casi 100 000 habitantes, ya que sus cascos urbanos han quedado prácticamente unidos.

## Urbanismo

### Parques, jardines y parajes naturales

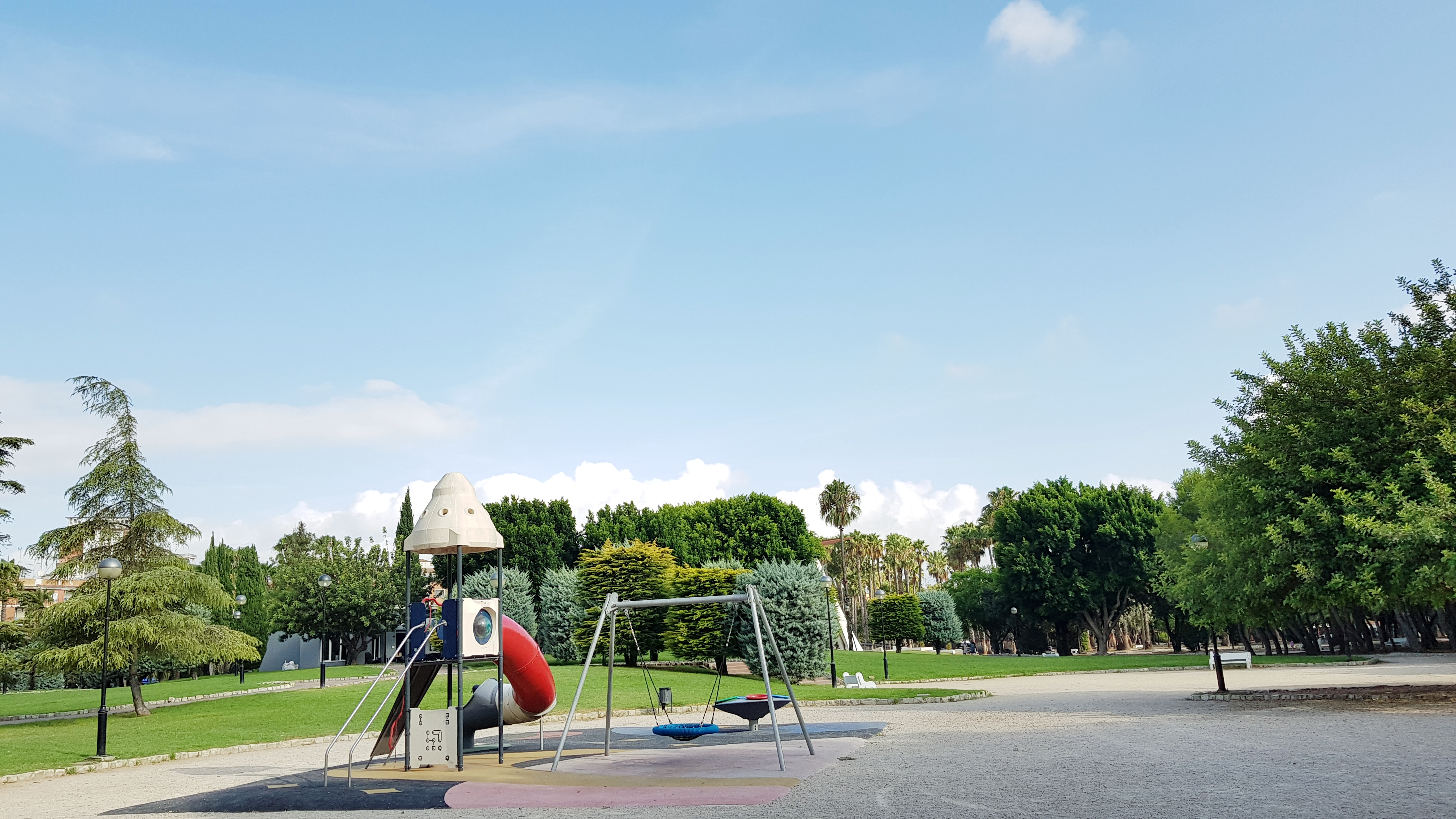
Parque de la Alquenencia

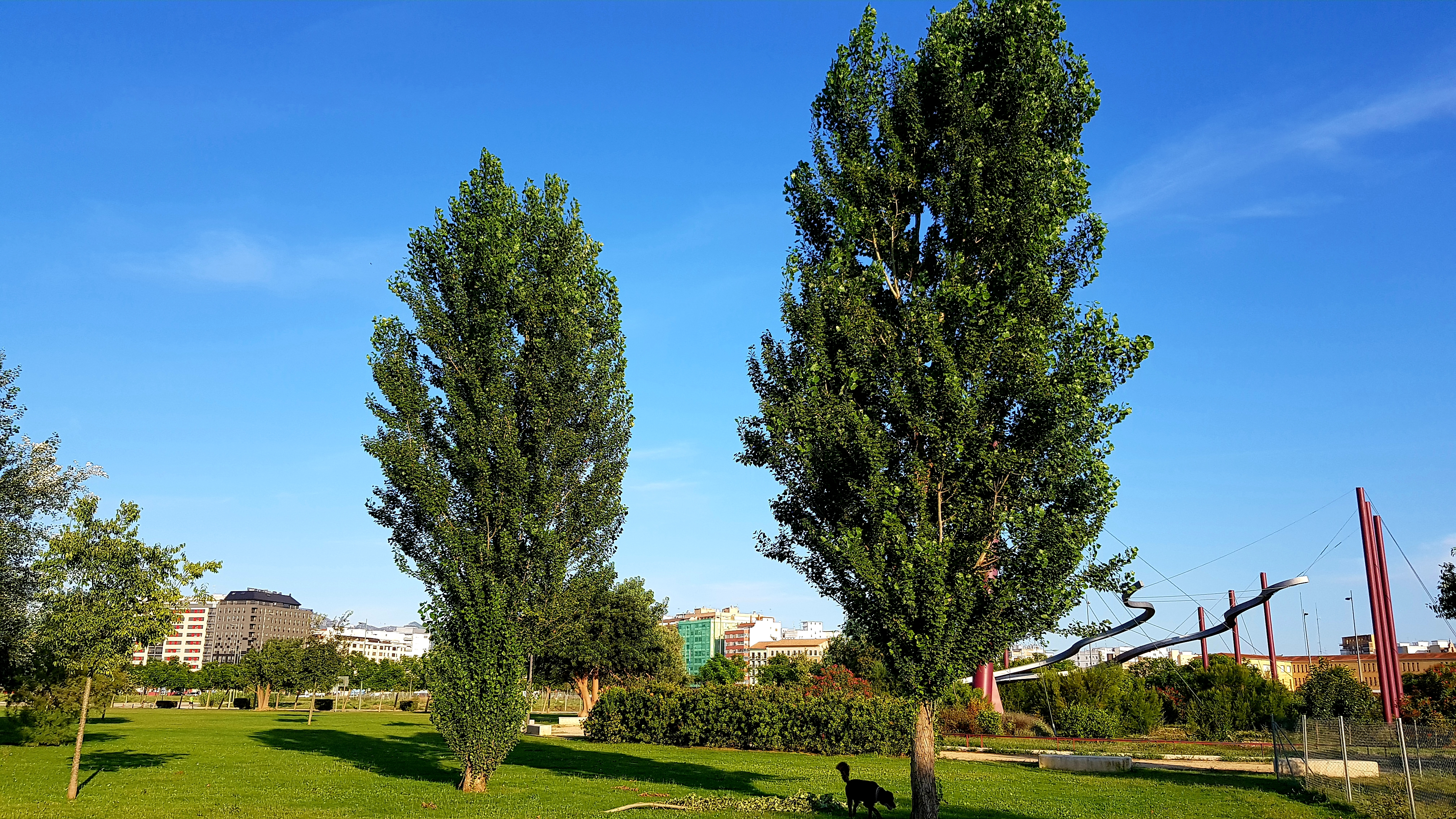
Parque dels Furs

El municipio de Alcira cuenta con gran diversidad de parques urbanos y espacios verdes, con la circunstancia de incluir en el entramado urbano una porción de monte bajo, llamado Muntanyeta del Salvador que hace las funciones de gran parque de la ciudad.
Los parques urbanos más destacados son:
- El parque de La Alquenencia: es el parque más extenso, situado en el distrito de Venecia. Contiene varios paseos y plazas, con abundancia de pino y palmeras y zonas de césped. Contiene un monumento al río Júcar. Es habitual en él la práctica del juego de petanca.
- El parque de Pere Crespí es un parque de menores dimensiones que el anterior cuyo nombre corresponde a este alzireño que fue jardinero mayor del rey Alfonso el Magnánimo, natural de Alcira.
- Parque de Arabia Saudí: rodea el tramo de la muralla de Alcira situado en la avenida Luis Suñer. El nombre del parque constituye una muestra de agradecimiento al Reino de Arabia Saudí por las ayudas dispensadas durante las graves inundaciones que sufrió la ciudad en 1982. Se inauguró el 26 de septiembre de 1986.
- Parque dels Furs: gran zona verde ubicada junto a la ribera del río Júcar. El parque tiene espacio para mascotas, un paseo fluvial, área de juego infantil, además de un recinto ferial para albergar diferentes actividades lúdicas y de ocio.

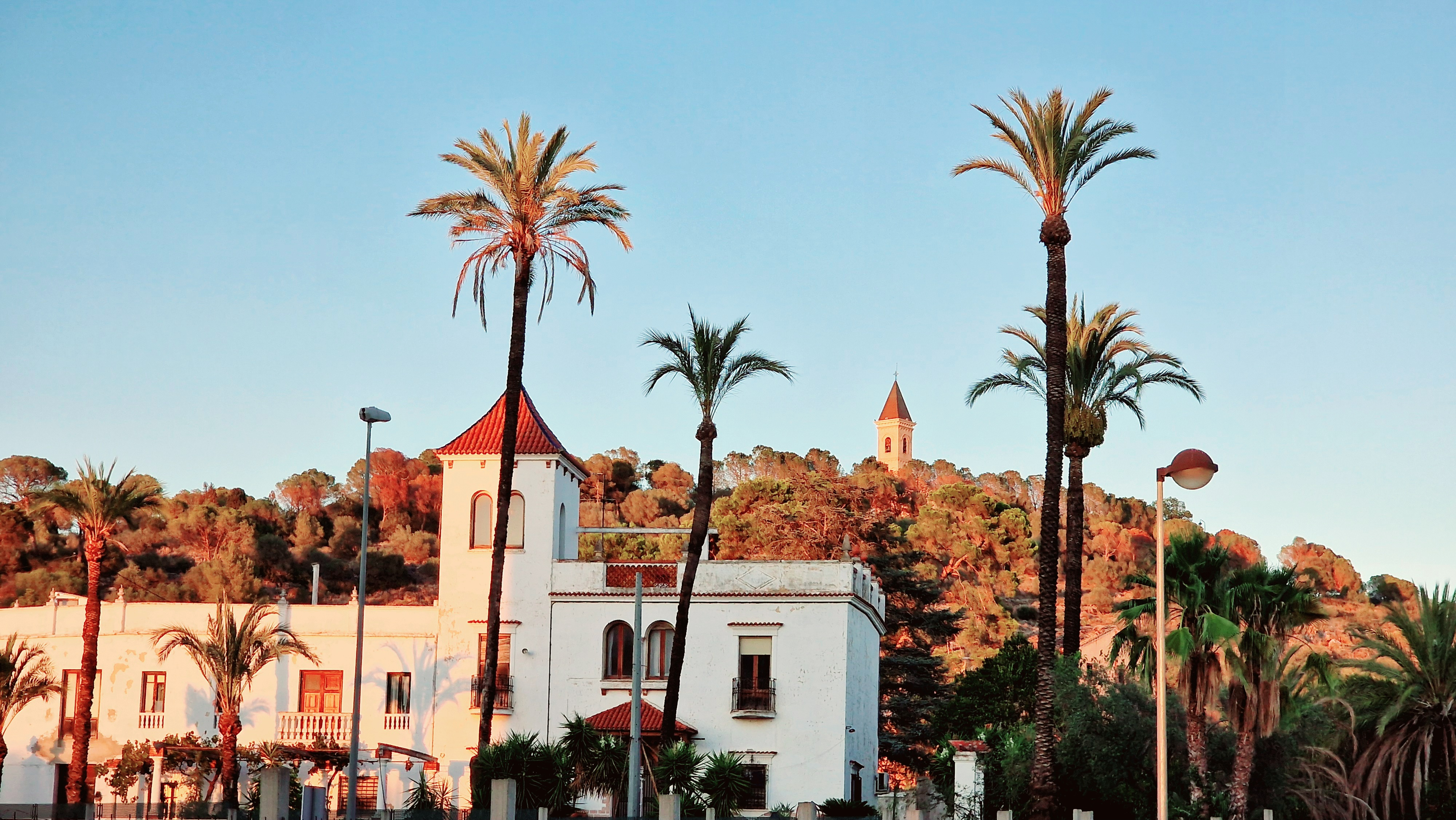
La Muntanyeta del Salvador

- La Muntanyeta del Salvador: se trata de una colina, cubierta de bosque mediterráneo en sus laderas, que ha quedado completamente rodeada por el entramado urbano. En su cima se alza el santuario de Nuestra Señora del Lluch, en cuya base se abre una gran explanada con zonas de juegos, cafetería, aparcamientos etc. Constituye un gran balcón natural desde el cual se divisa Alcira y gran parte de su comarca.

### Barrios
La Villa, Tulell, Alborxí, la Avenida y el Arrabal de San Agustín, San Juan (Sant Joan), Alpujarras, Santos Patronos, San Judas, Capuchinos, las Balsas, Venecia y la Alquerieta.

## Economía

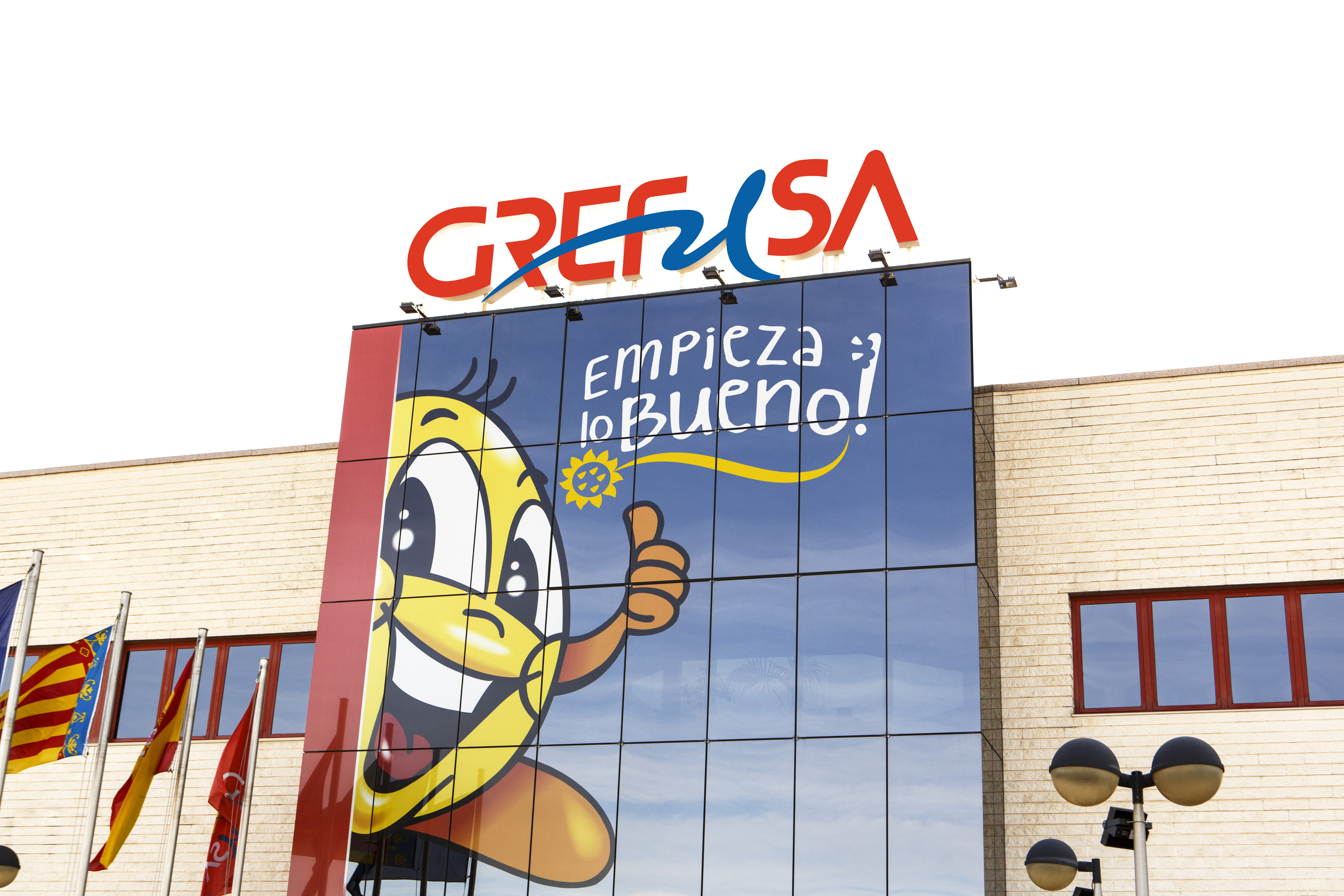
Central de Grefusa

En cuanto al sector primario, los principales cultivos de secano son: algarrobo, viña, olivo, almendro, etc. El regadío se nutre de las aguas de la Real Acequia del Júcar. El cultivo más importante es el naranjo. El cultivo del arroz ha disminuido en los últimos años. El resto de cultivos de huerta son: trigo, maíz, tomate, algodón, patatas, etc. La propiedad de la tierra está muy repartida; el 70 por ciento de la superficie es cultivada directamente por sus propietarios. Predominan las parcelas pequeñas.
La ganadería está dedicada, principalmente, a los animales de producción; destaca la cría de cerdos para fabricación de embutidos; es así mismo importante la avicultura, con una importante factoría industrial. Hay también un importante sector industrial subsidiario del cultivo de la naranja.

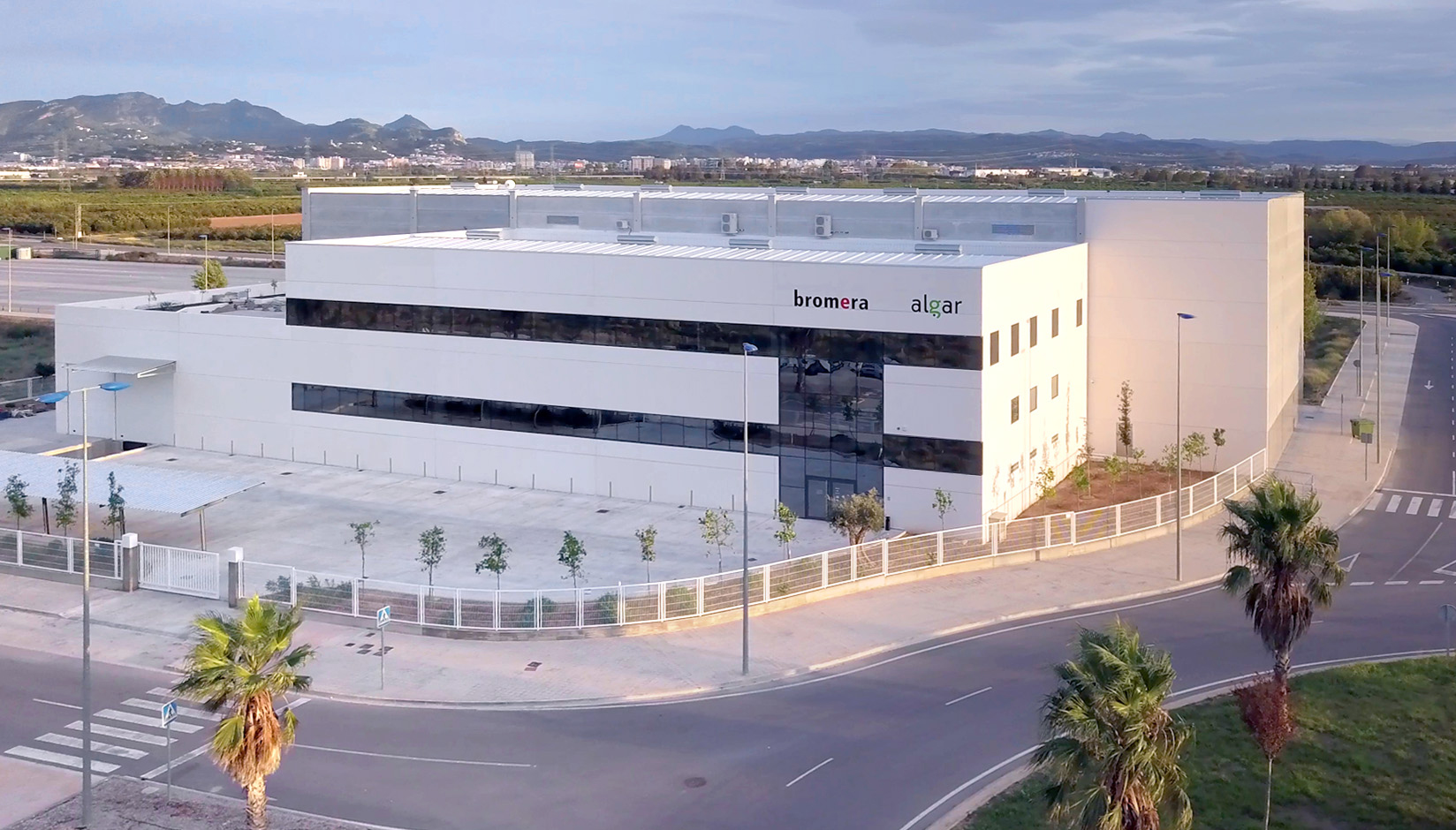
Edicions Bromera

En lo que respecta a la industria y el comercio, el gran desarrollo económico de la ciudad tuvo lugar en la segunda mitad del siglo XX, donde la hasta entonces Alcira agrícola, dedicada fundamentalmente al cultivo y comercio de la naranja, dio paso a una ciudad eminentemente industrial y de servicios. En esta etapa tuvo un papel relevante el empresario Luis Suñer, creador de un gran grupo de empresas y fundador de marcas tan populares en su momento como los helados Avidesa.
Finalmente en el siglo XXI Alcira se consolida como un importante núcleo empresarial. La ciudad presenta una tejido industrial diversificado, pudiendo encontrar fábricas de helados, piensos, harinas, frutos secos y aperitivos, cartonajes, tintes, hilaturas, editoriales, muebles, elementos de construcción, embalajes, empresas de transportes, etc.
La ciudad es, además, el centro geográfico de la Comunidad Valenciana, esto ha impulsado la creación de nuevos parques empresariales de actividad mixta. Cabe destacar que, en la última década, Alcira se ha posicionado como un centro logístico de gran potencial capaz de satisfacer las necesidades de la corona sur de Valencia.
En lo que respecta a la actividad comercial, el centro de Alcira ha sido tradicionalmente punto de encuentro comarcal para realizar compras, presentando una oferta variada y especializada. No obstante, en los últimos años las grandes superficies han hecho aparición en los alrededores de la ciudad o en términos municipales adyacentes a la misma, ampliando el mix comercial de su área de influencia que se estima entre 250 000 y 300 000 habitantes.
Alcira está considerada el motor económico de su zona de influencia, acaparando la mayor parte de la oferta de ocio y servicios comarcales, generando gran cantidad de puestos de trabajo directos e indirectos.

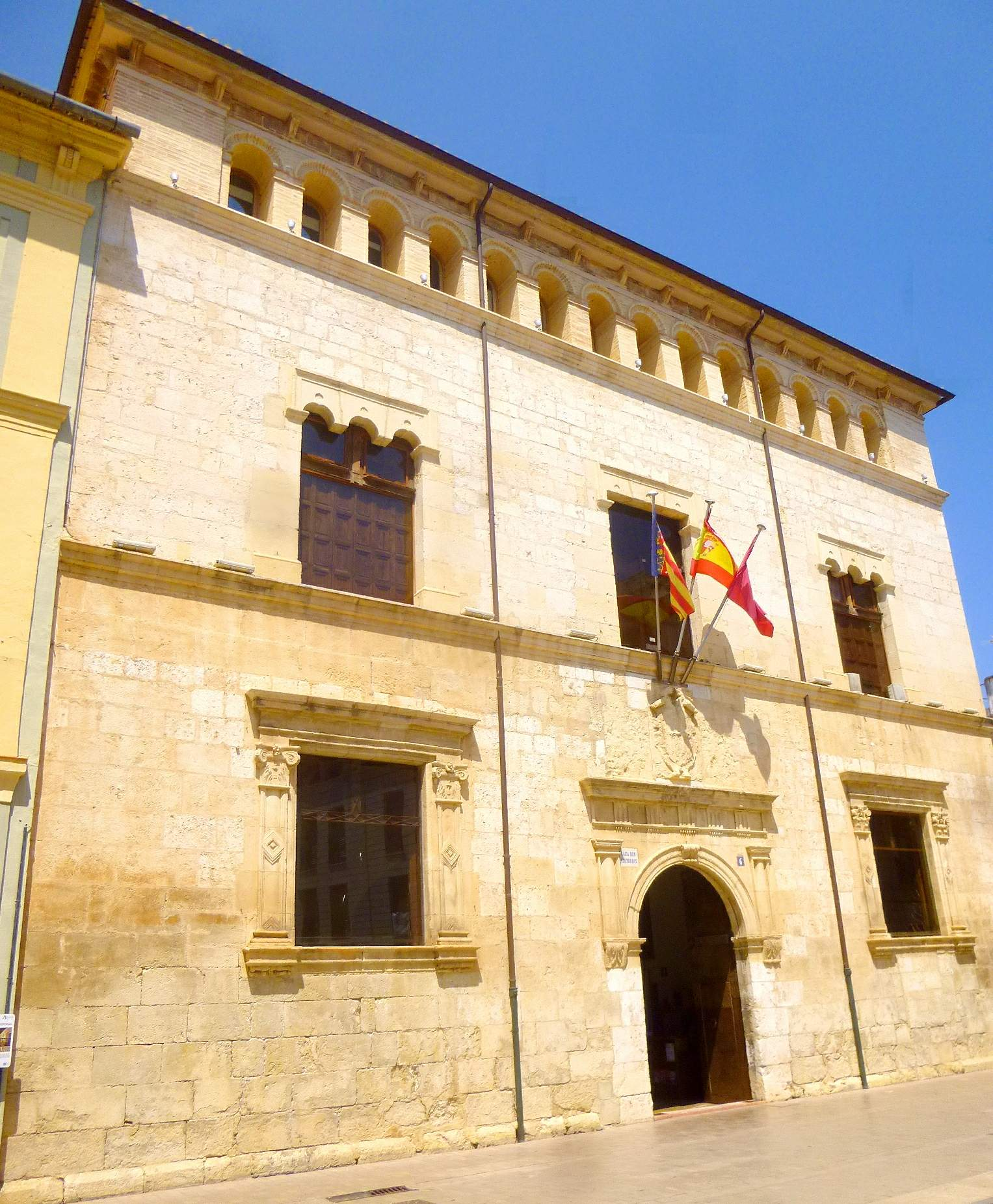
Casa consistorial

## Administración y política

### Gobierno municipal
Su alcalde, desde el 17 de junio de 2023, es Alfonso Domínguez Gento, de Compromís.
| Periodo   | Nombre                        | Partido | Partido                                         |
| --------- | ----------------------------- | ------- | ----------------------------------------------- |
| 1979-1992 | Francisco José Blasco Castany |         | Partit Socialista del País Valencià (PSPV-PSOE) |
| 1992-1995 | Pedro Claudio Grande Diago    |         | Partit Socialista del País Valencià (PSPV-PSOE) |
| 1995-1999 | Alfredo Javier Garés Núñez    |         | Partido Popular (PP)                            |
| 1999-2003 | Pedro Claudio Grande Diago    |         | Partit Socialista del País Valencià (PSPV-PSOE) |
| 2003-2015 | Elena María Bastidas Bono     |         | Partido Popular (PP)                            |
| 2015-2023 | Diego Ernesto Gómez García    |         | Compromís                                       |
| 2023-act. | Alfonso Domínguez Gento       |         | Compromís                                       |

| Partido político                                | 2023  | 2023  | 2023       | 2019  | 2019  | 2019       | 2015  | 2015  | 2015       | 2011  | 2011  | 2011       | 2007  | 2007  | 2007       |
| Partido político                                | Votos | %     | Concejales | Votos | %     | Concejales | Votos | %     | Concejales | Votos | %     | Concejales | Votos | %     | Concejales |
| Partido Popular (PP)                            | 5817  | 26,64 | 6          | 5378  | 25,38 | 6          | 7507  | 32,50 | 8          | 11747 | 51,75 | 13         | 11580 | 52,82 | 13         |
| Compromís-Bloc Nacionalista Valencià (BNV)      | 5656  | 25,90 | 6          | 8034  | 37,91 | 9          | 5632  | 24,38 | 6          | 3144  | 13,85 | 3          | 1237  | 5,64  | 1          |
| Partit Socialista del País Valencià (PSPV-PSOE) | 3553  | 16,27 | 4          | 3138  | 14,81 | 3          | 3847  | 16,65 | 4          | 3551  | 15,64 | 4          | 4349  | 19,84 | 5          |
| Vox                                             | 2516  | 11,52 | 2          | 1109  | 5,23  | 1          | —     | —     | —          | —     | —     | —          | —     | —     | —          |
| Unión de Ciudadanos Independientes (UCIN)       | 2051  | 9,39  | 2          | —     | —     | —          | —     | —     | —          | —     | —     | —          | —     | —     | —          |
| Ciudadanos (CS)                                 | 1362  | 6,23  | 1          | 2124  | 10,02 | 2          | 1773  | 7,67  | 2          | —     | —     | —          | —     | —     | —          |
| Podem-Esquerra Unida del País Valencià (EUPV)   | 606   | 2,77  | 0          | 441   | 2,08  | 0          | 1449  | 6,27  | 1          | 1231  | 5,42  | 1          | 1027  | 4,68  | 0          |
| Partido Socialdemócrata (PSD)                   | —     | —     | —          | —     | —     | —          | —     | —     | —          | 850   | 3,74  | 0          | 2339  | 10,67 | 2          |

### Capitalidad comarcal

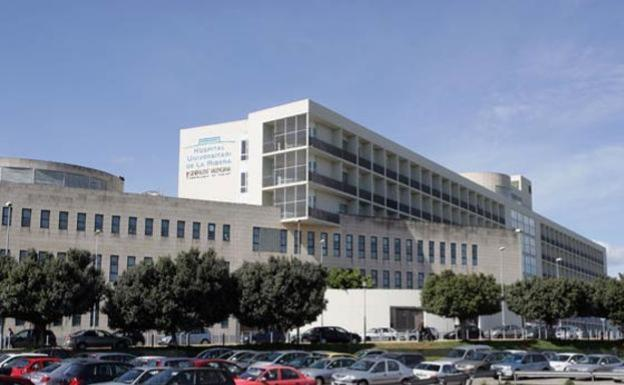
Hospital de La Ribera

Debido a su rol de capital comarcal y partido judicial, el sector servicios tiene un papel fundamental en Alcira. A consecuencia de ello, el municipio alberga las oficinas de los principales servicios públicos, administraciones y concesiones tales como: Delegación de Hacienda, Seguridad Social, Registro de la Propiedad, PROP, sede de la DGT, juzgados, Escuela Oficial de Idiomas, ITV, parque de bomberos y Mancomunidad de La Ribera.
Además, la ciudad es la sede del Departamento de Salud de La Ribera, siendo el hospital homónimo el centro de referencia de La Ribera Alta y La Ribera Baja del Júcar, dando servicio a 250 000 habitantes.

### Organización territorial

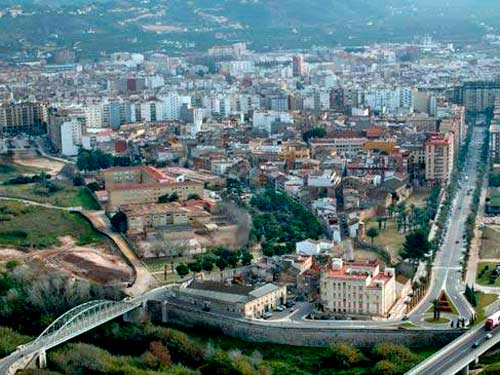
Vista aérea de Alcira

En el término municipal de Alcira se encuentran también los siguientes núcleos de población:
- La Barraca de Aguas Vivas
- La Garrofera
- El Pla de Corbera
- El Respirall
- San Bernardo
- Vilella
- Casas de Xixerà
- Casas de Santa María del Bonaire

## Cultura

### Patrimonio

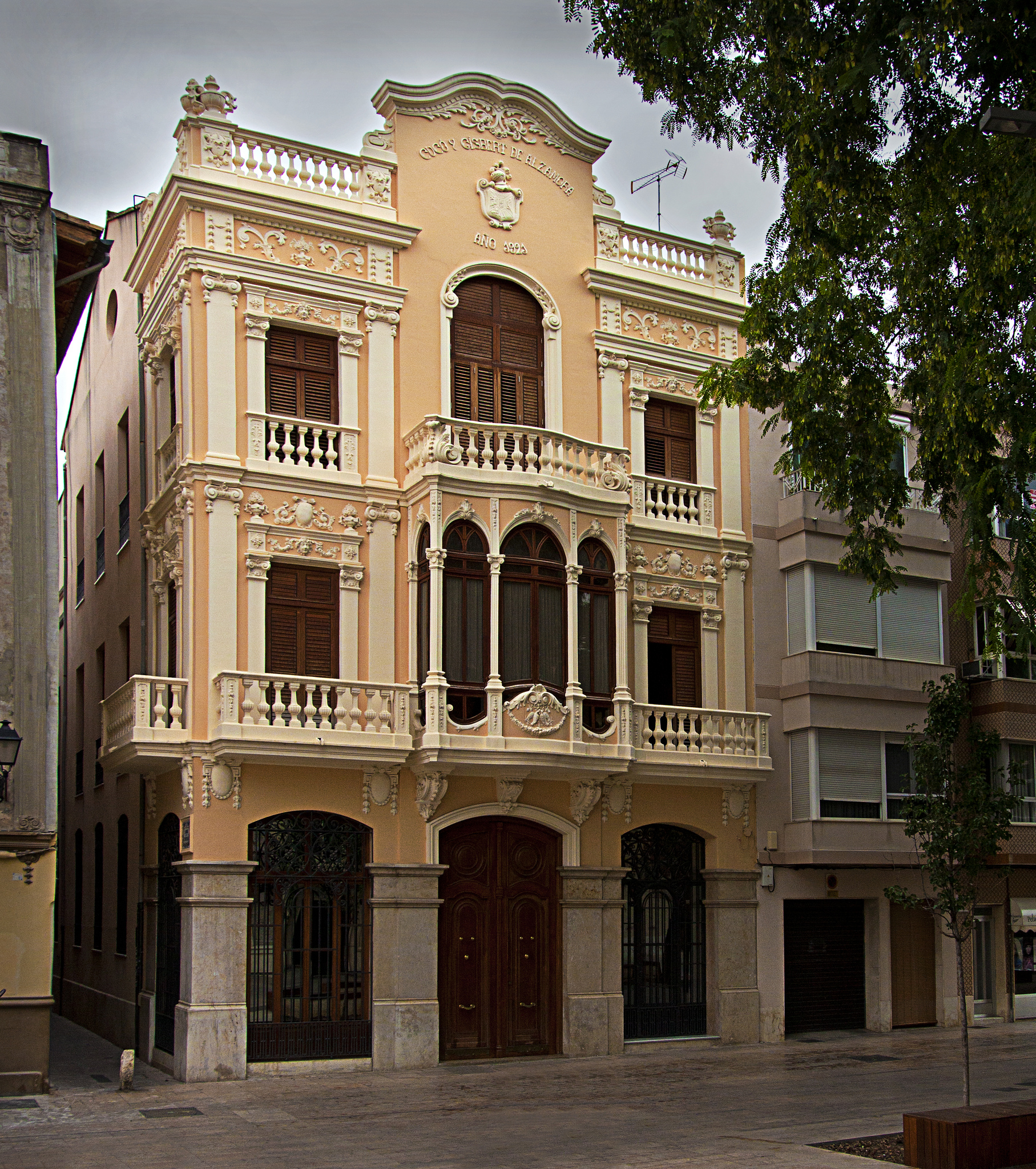
Casa Cucó-Gisbert de Alzamora en la Villa de Alcira

Alcira se encuentra enclavada dentro del itinerario de la Ruta de los Monasterios de Valencia, ruta monumental y cultural, inaugurada en 2008, que discurre por la localidad, visita ineludible de la cual, es su histórico monasterio de La Murta. Sus Fallas y Semana Santa están declaradas fiestas de interés turístico nacional.

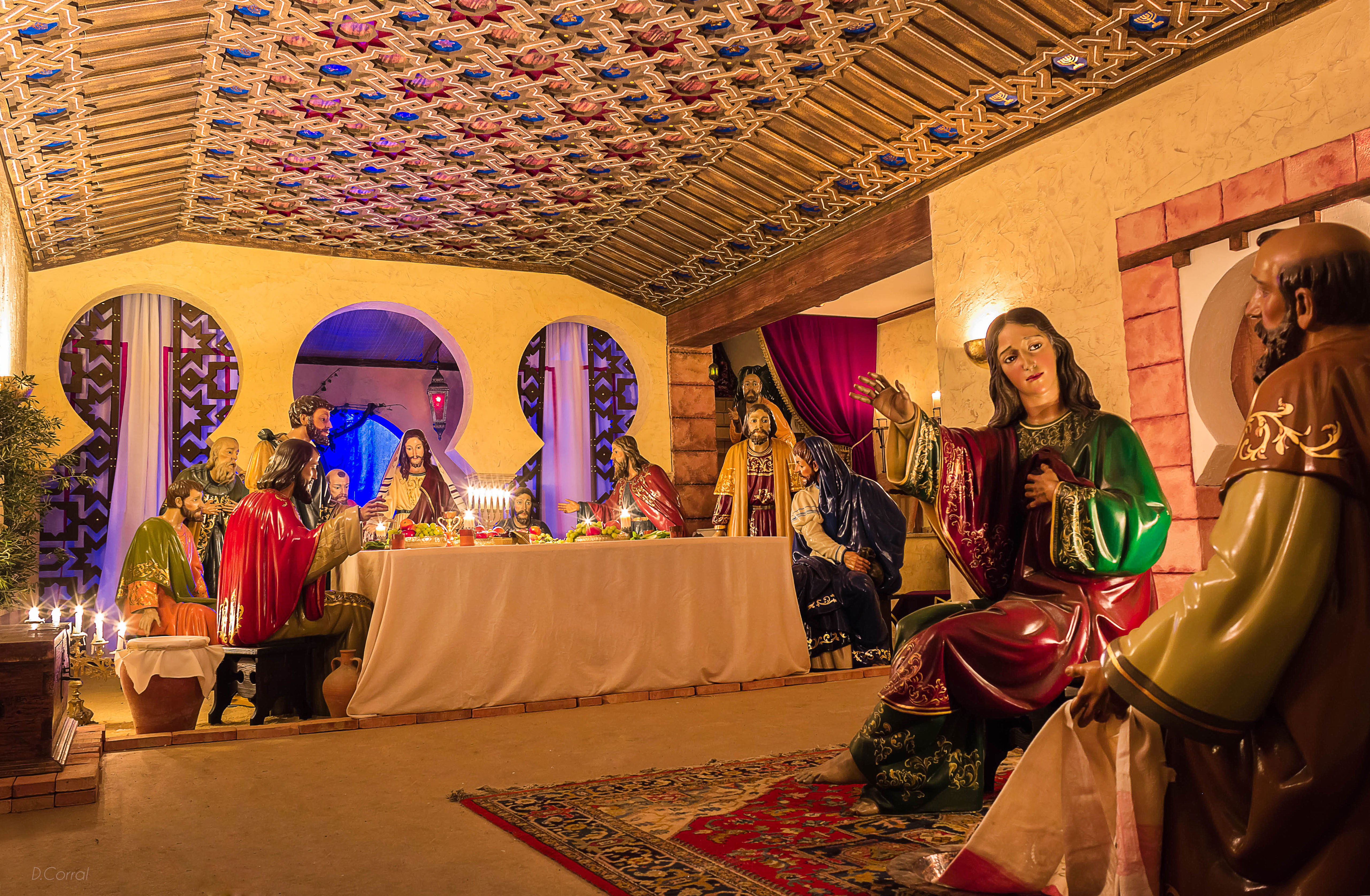
Dosel Santa Cena. Primer premio en 2023

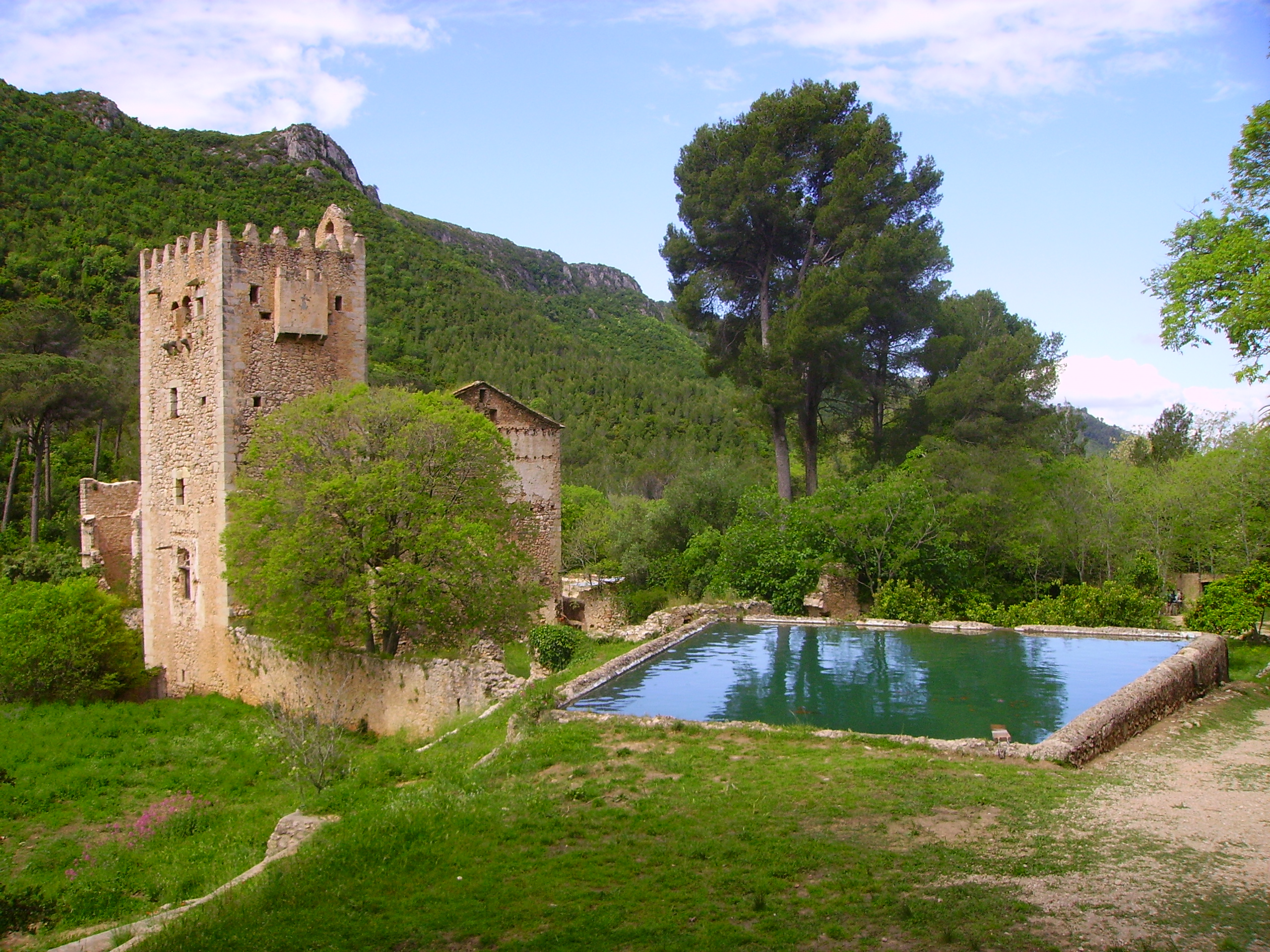
Monasterio de la Murta. Centro de peregrinaje de personajes históricos

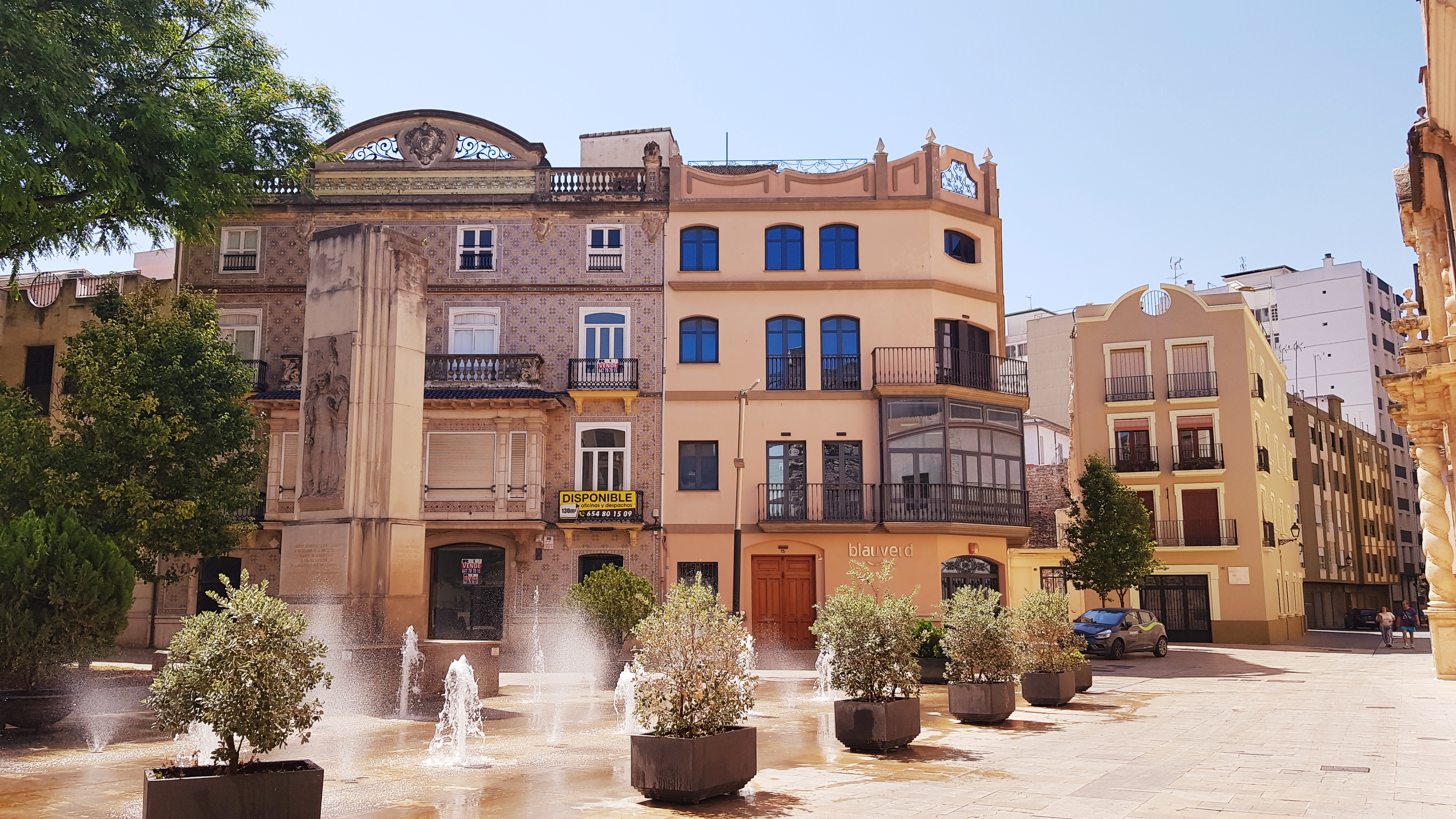
Plaza de la Constitución

A pesar de las graves pérdidas que la ciudad ha sufrido a lo largo de la Historia en su patrimonio cultural, Alcira todavía ofrece una interesante riqueza monumental, localizada principalmente en la Villa o centro histórico, hoy peatonalizado, bien de interés cultural (BIC) en constante recuperación, en el que destacan el principal templo urbano, la arciprestal de Santa Catalina y la Casa Consistorial (monumento nacional). Son también de interés la Cruz Cubierta gótica y el cinturón amurallado. 
- La Cruz Cubierta.

La leyenda de que Jaime I el Conquistador murió en el lugar donde se emplaza la cruz, mientras era trasladado a Valencia, fundamenta para algunos su construcción en honor del monarca. No obstante los historiadores sitúan su muerte en la residencia que el rey tenía en Alcira, considerando la cruz como un símbolo de la conquista de la ciudad para la civilización cristiana-occidental.
- La Cueva o Torre de las Maravillas se encuentra en la partida de Vilella de Alcira, cerca del linde con el término municipal de Carcagente. Esta cueva tiene la peculiaridad de poseer una torre cuadrangular erigida en 1912 para cerrar y controlar su acceso.
- El monasterio de Santa Lucía, también conocido como Convent de les Llúcies, es un conjunto conventual renacentista, erigido durante el siglo XVI en Alcira, del que subsisten el claustro y la nave y la fachada de la iglesia.
- Ayuntamiento.

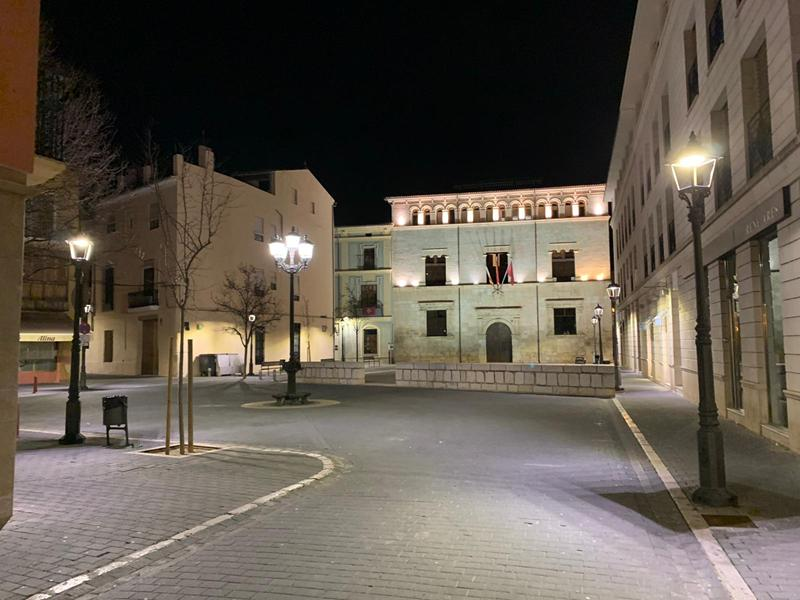
Casa Consistorial de Alcira

Edificio del siglo XVI. Ocupa un palacio de estilo gótico-renacentista, típico de las mansiones valencianas, construido entre 1547 y 1603. En 1930 fue declarado Monumento Nacional. El Archivo Municipal de Alcira, custodiado en esta casa consistorial, contiene algunos de los más valiosos legados documentales de la Comunidad Valenciana. Entre la documentación que guarda destaca la serie de pergaminos de la Cancillería Real, la colección de los Llibres dels Actes dels Jurats e Concell, el repertorio de Protocolos Notariales, los Padrones de la Acequia Real del Júcar, y el más valioso, el códice miniado del siglo XIV Aureum Opus Privilegiorum Regni Valentie, que contiene un registro de privilegios. Está datado en 1380, si bien en los siglos XV y XVI se le añadieron más privilegios.
- Casalicios del Puente de San Bernardo.

Antiguo Puente de San Agustín, siglo XIII. En 1717 se instalan los casalicios con los patronos, pasando a denominarse puente de San Bernardo o Pont de Sant Bernat. En 1967, la eliminación del brazo del río Júcar que atravesaba la ciudad llevó consigo la desaparición del mismo y la urbanización de la actual avenida de los Santos Patronos o Sants Patrons, respetando el monumento en mitad de esta vía.

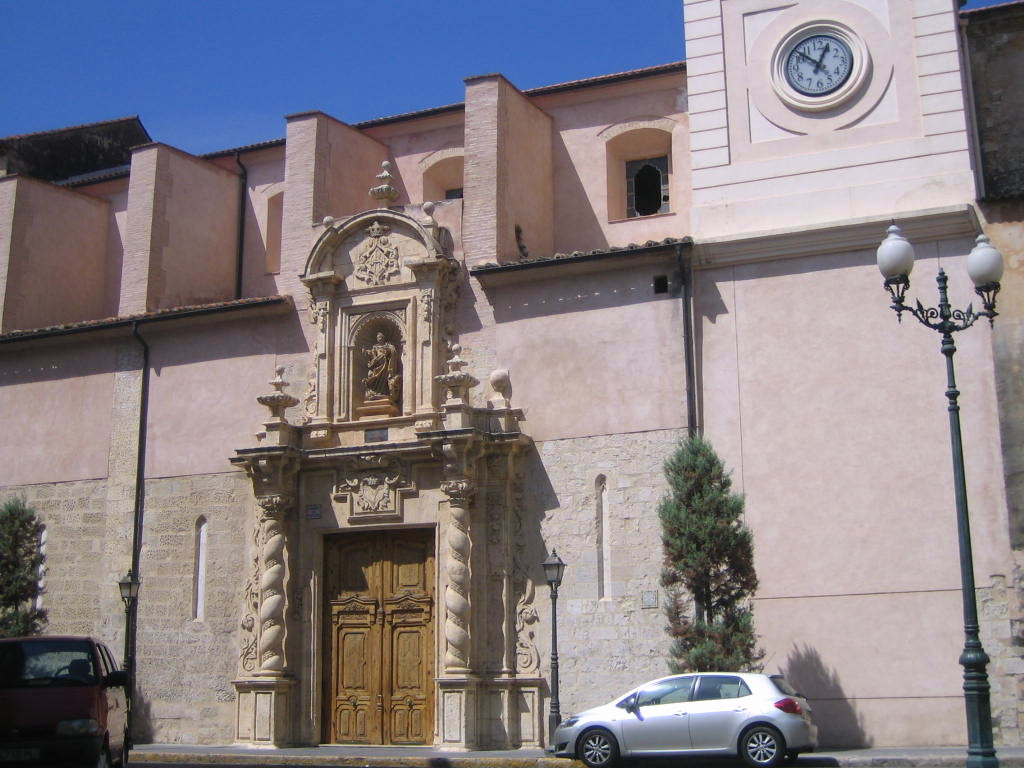
Iglesia de Santa Catalina

- Iglesia arciprestal de Santa Catalina.

Este edificio data del siglo XIII. Construida sobre la mezquita mayor su actual arquitectura es de estilo barroco. Su portada fue realizada por Gaspar Díez en 1692. Es la sede del arciprestazgo de Alcira, llamado de San Bernardo Mártir (Sant Bernat Màrtir), dentro de la archidiócesis de Valencia.
- Círculo Alcireño.

Denominado popularmente La Gallera por haber sido originariamente círculo gallístico y haberse celebrado en él peleas de gallos, es un edificio neoclásico construido en la segunda mitad del siglo XIX por la pujante burguesía terrateniente local. Desde su amplio vestíbulo se accede por una gran escalera a la primera planta, donde destaca el salón árabe, de gran riqueza ornamental. En la planta baja destaca el salón valenciano, ricamente decorado con maderas y cerámicas.
- Gran Teatro.

Edificio modernista de interesante interior, construido en 1921. Se ha visto afectado a lo largo de su historia por varios incendios, el último ocurrió en enero de 2004. El más grave de todos fue el de 1987, que afectó a toda la techumbre del teatro.
- Las Escuelas Pías.

Hoy Casa de la Cultura. Imponente edificio del siglo XIX, que acogió a los padres escolapios hasta los años cuarenta del siglo XX. Alberga una sala de exposiciones, biblioteca, centro de información juvenil, talleres, y la emisora municipal Alzira Ràdio.
- Escudos de la calle San Roque de Alcira. Los escudos de la calle San Roque son dos escudos nobiliarios situados en los edificios de los números 8 y 13 de dicha vía alcireña.
- 'La Villa' y la Muralla de Alcira.

La Vila es el barrio más antiguo y corresponde a la antigua villa, rodeada totalmente por la muralla hasta la segunda mitad del siglo XX. Es de trama irregular con estrechas calles y pequeñas plazas. En ella establecieron su residencia los caballeros y aristócratas vinculados a Jaime I de Aragón tras la Reconquista, como los Serra, Santiago, García de Aguilar, Venrell y otros, que mandaron construir en ella sus palacios junto a la propia residencia real del monarca. En la actualidad se conservan en la Vila la arciprestal Santa Catalina, la casa consistorial, y varias casas y palacetes históricos como la Casa del Empeño (Museo de la Ciudad), la casa Tena, el palacio de Cassassús o la casa Cucó-Gisbert de Alzamora, así como diversos restos arqueológicos. El circuito amurallado de la antigua Al-Yazira o Algezira (la Isla), fue construido entre los siglos IX y X y rodeaba el núcleo urbano, rodeado a su vez por el Júcar, cuyo paso controlaba estratégicamente. A lo largo de su historia la muralla de Alcira sufrió los ataques de El Cid y los propios de la Reconquista, así como diversos destrozos producidos por las revueltas de los moriscos y posteriormente durante la guerra de las Germanías.

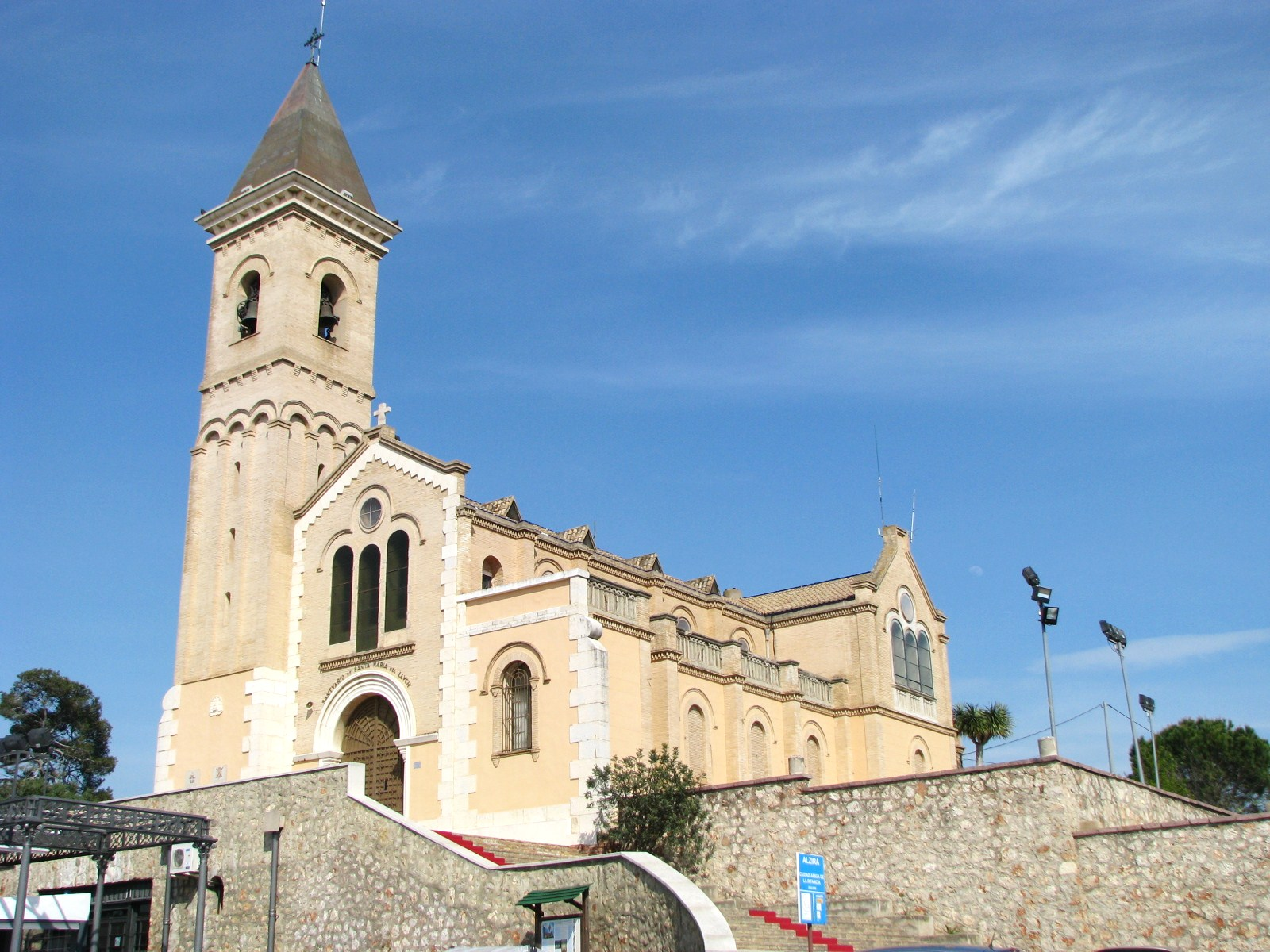
Santuario de Nuestra Señora del Lluch, agregado a la basílica de Santa María la Mayor de Roma

- Real Santuario de Nuestra Señora del Lluch.

Templo agregado a la Basílica de Santa María la Mayor de Roma desde 2008, se encuentra situado en la cima de un montículo integrado en la trama urbana de la ciudad, llamado Montañeta del Salvador, en el lugar que ocupó la Ermita del Salvador. Fue levantado a partir de 1927, financiado por colectas ciudadanas, finalizando su construcción total con la coronación del campanario en 1966. Alberga la imagen de Santa María del Lluch, obra del escultor Antonio Ballester Vilaseca.
- Monasterio de La Murta.

En el corazón del valle de la Murta subsisten los restos del histórico cenobio de jerónimos, en su tiempo emporio de cultura y espiritualidad y centro de peregrinaje de reyes, nobles y líderes religiosos. A destacar la torre de las palomas y el puente de acceso a la derruida iglesia. También destacan dentro del conjunto la Casa y jardín romántico del siglo XIX.
- Ruta de los Monasterios de Valencia, El paso del Pobre. Alcira se encuentra enclavada dentro del itinerario de esta ruta monumental y cultural inaugurada en 2008, que discurre por la localidad, visita ineludible de la cual, es su histórico Monasterio de La Murta.
- El Palacio de Casassús es un palacio señorial estructurado en tres plantas. En su planta baja destacan los arcos góticos y en la fachada su escudo nobiliario, que es bien de interés cultural (número R-I-51-0011340)
- Casa del Empeño de Alcira, sede del Museo municipal de Alcira.
- Chimenea industrial La Constructora.
- Puente de hierro sobre el Júcar entre Alcira y Carcagente.
- Podemos añadir, que en el transcurso de la historia, se ha perdido gran parte de la monumentalidad de la localidad. Muchas estructuras fueron eliminadas o sustituidas por elementos con pretensiones prácticas pero sin ningún valor artístico, como el caso del puente de San Agustín (de estilo románico), por no hablar de la errática actuación que se llevó a cabo con la construcción de la Avenida de los Santos Patronos que destruyó el puente de San Bernat, cosa que se intentó corregir situando los casilicios en su lugar original pero que de ningún modo recupera lo que podría haber sido y no es. Por último, debemos hablar de la inactividad de las pocas fuentes que se hallan en el municipio, y de las aberrantes figuras artísticas que se han dedicado a situar en las glorietas de la ciudad que no ofrecen ningún tipo de estilo.

### Premios literariosCiutat d'Alzira

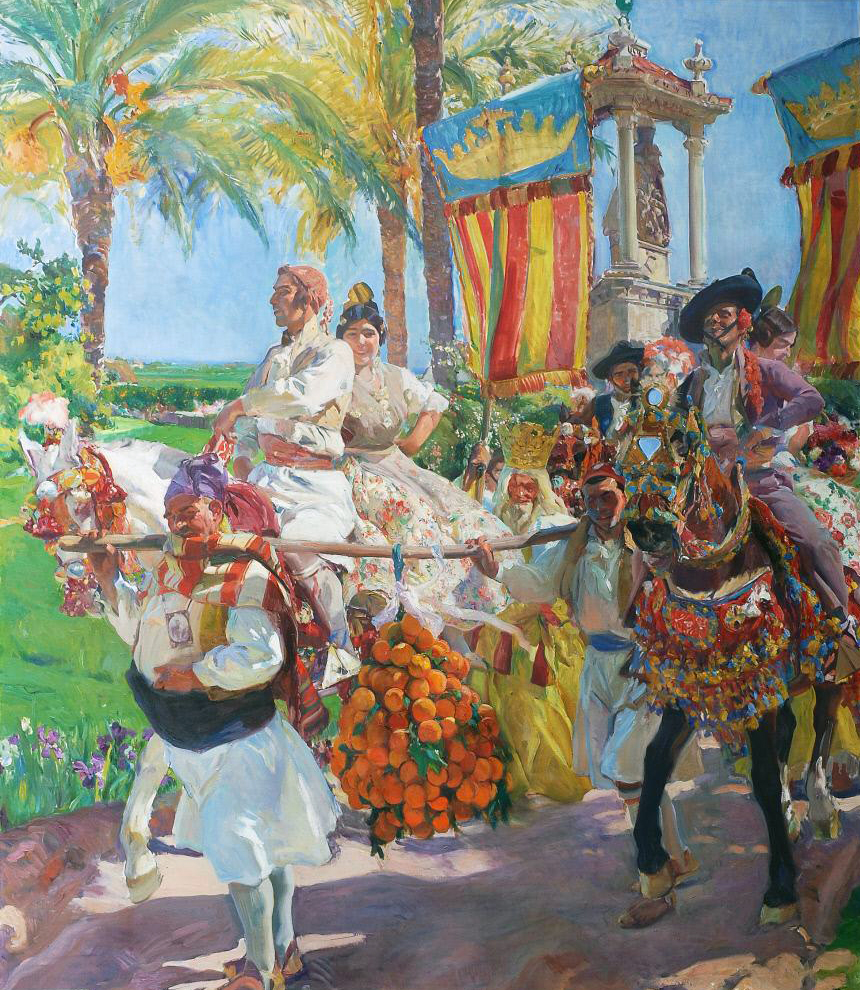
Valencia (Serie Visión de España), de Joaquín Sorolla (Hispanic Society of America). Obra inspirada en Alcira

Los Premios Literarios Ciudad de Alcira (Premis Literaris Ciutat d'Alzira) constituyen la cita cultural literaria más importante de la Comunidad Valenciana. El certamen consiste en una serie de actos y jornadas, conferencias y lecturas que culmina en una gala anual de entrega de galardones con asistencia del mundo literario, científico y político. Destacan por el apoyo y reconocimiento de títulos escritos en lengua valenciana. En la celebración y promoción de los mismos desempeña un papel importante, además del ayuntamiento de la ciudad, la editorial alcireña Edicions Bromera, la entidad financiera Bancaja, la Fundación Aguas de Valencia, la Universidad de Valencia, la Universidad Nacional de Educación a Distancia (UNED), el Consorcio Ribera y Valldigna y la mancomunidad de la Ribera.
Los premios a otorgar son: el Premio de Novela Ciudad de Alcira, el Premio Europeo de Divulgación Científica Estudio General, el Premio Fundación Bancaja de Narrativa Juvenil, el Premio de Ensayo Mancomunidad de la Ribera Alta, el Premio de Narrativa Infantil Vicente Silvestre, el Premio de Teatro Ciudad de Alcira Palanca y Roca y el Premio de Poesía Ibn Jafaya.
Además de la dotación económica, los galardonados reciben una escultura diseñada por Manuel Boix.
En 2020, debido a la pandemia de COVID-19 la gala de entrega de galardones fue sustituida por un programa audiovisual en línea.

### Patrimonio inmaterial

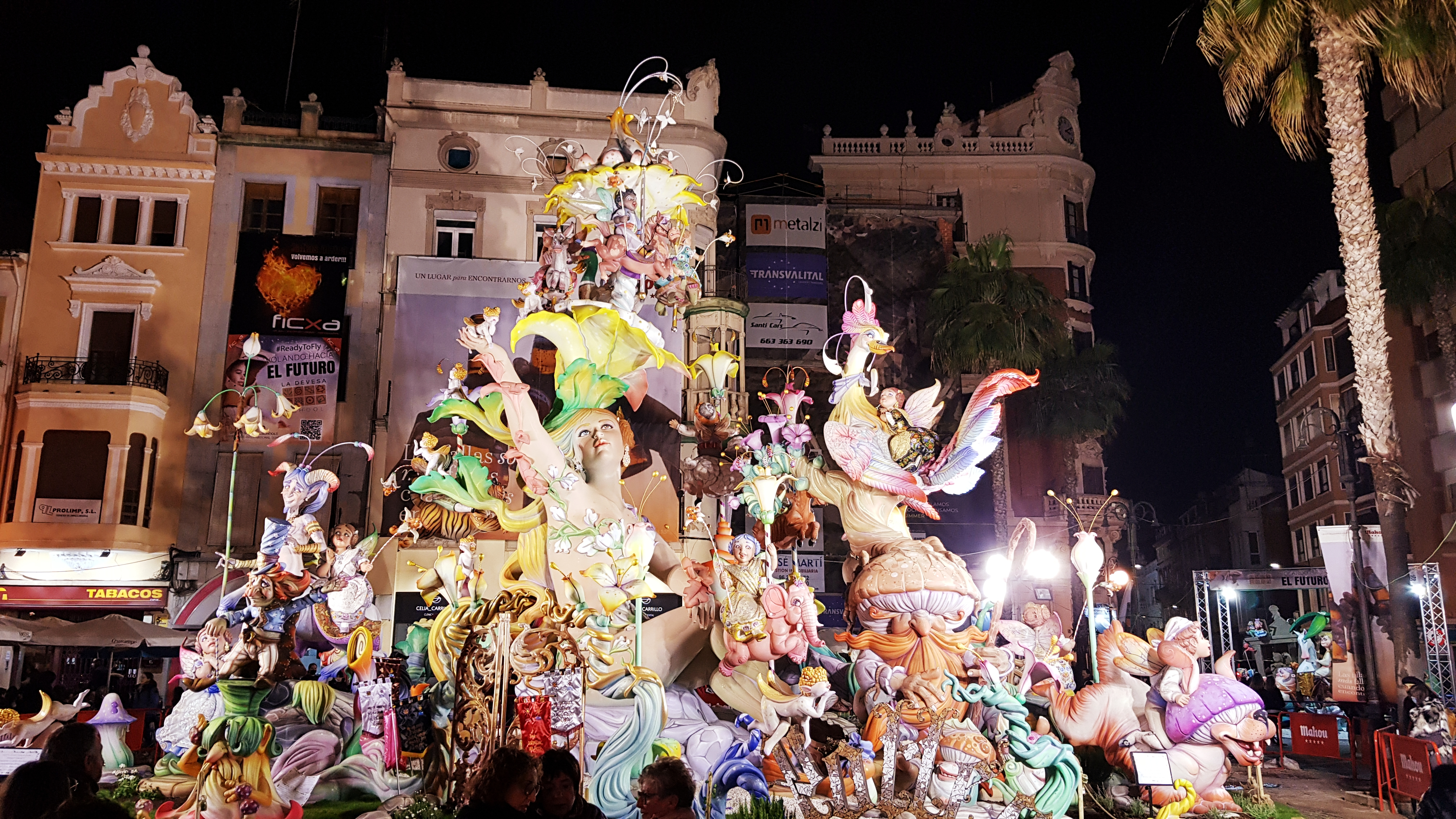
Falla Plaça Major

Alcira es una localidad con gran cantidad de actividades festivas, entre las que destacan las Fallas, La Semana Santa, Las fiestas de Sant Bernat, la romería de Nuestra Señora de la Murta (patrona de Alcira) y, en menor grado, las Fiestas de la Virgen del Lluch:
Fallas de Alcira del 16-19 de marzo.

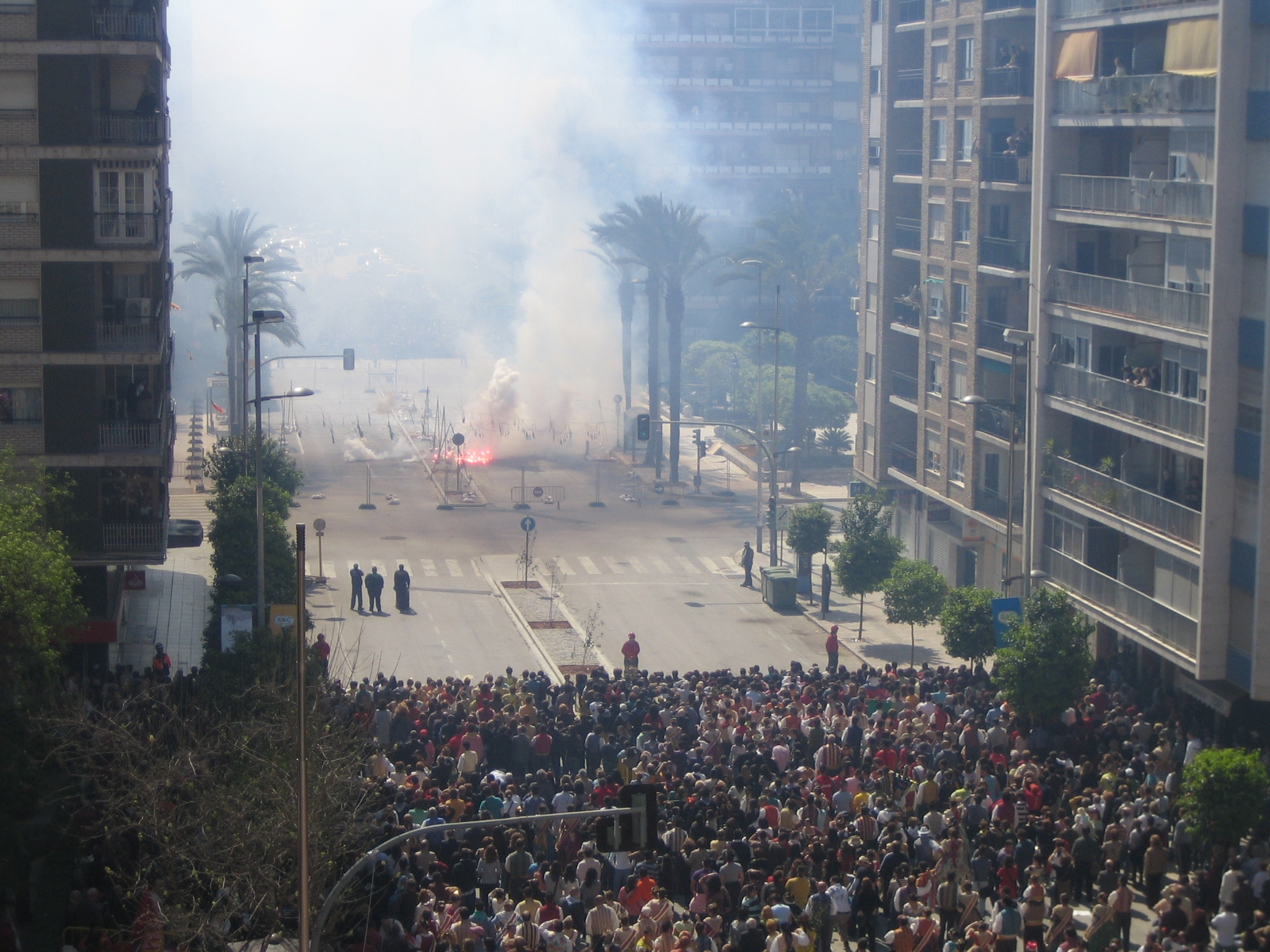
Mascletà de las Fallas de Alcira en la plaza del Reino

Estas fiestas han sido declaradas como Fiesta de interés turístico nacional. Se celebran en Alcira con gran intensidad y desarrollan gran actividad cultural a lo largo del año. Destacan por su carácter multitudinario la mascletá, la cabalgata de disfraces, la Crida desde el balcón principal del Ayuntamiento, la entrega de premios, la ofrenda de flores a Nuestra Señora del Lluch y el desfile de Pasodobles. Existe un Museo de la fiesta, donde pueden admirarse obras de artistas alcireños, como Julio Monterrubio, Bernardo Estela, etc.
Semana Santa de Alcira
Estas fiestas también se han declarado como Fiestas de interés turístico nacional. Originaria del siglo XVI, la Semana Santa agrupa a más de 7000 cofrades en dieciocho hermandades y cofradías, con veinticinco pasos procesionales que mantienen una estética mayormente uniforme y de posguerra. La dimensión de las celebraciones trasciende más allá de la ciudad, despertando gran expectación el montaje de doseles que representan las escenas bíblicas y la procesión general del santo entierro, que representa cronológicamente los sucesos de la pasión de Cristo, a la que asisten más de cuarenta mil personas cada año.
Romería a la Murta

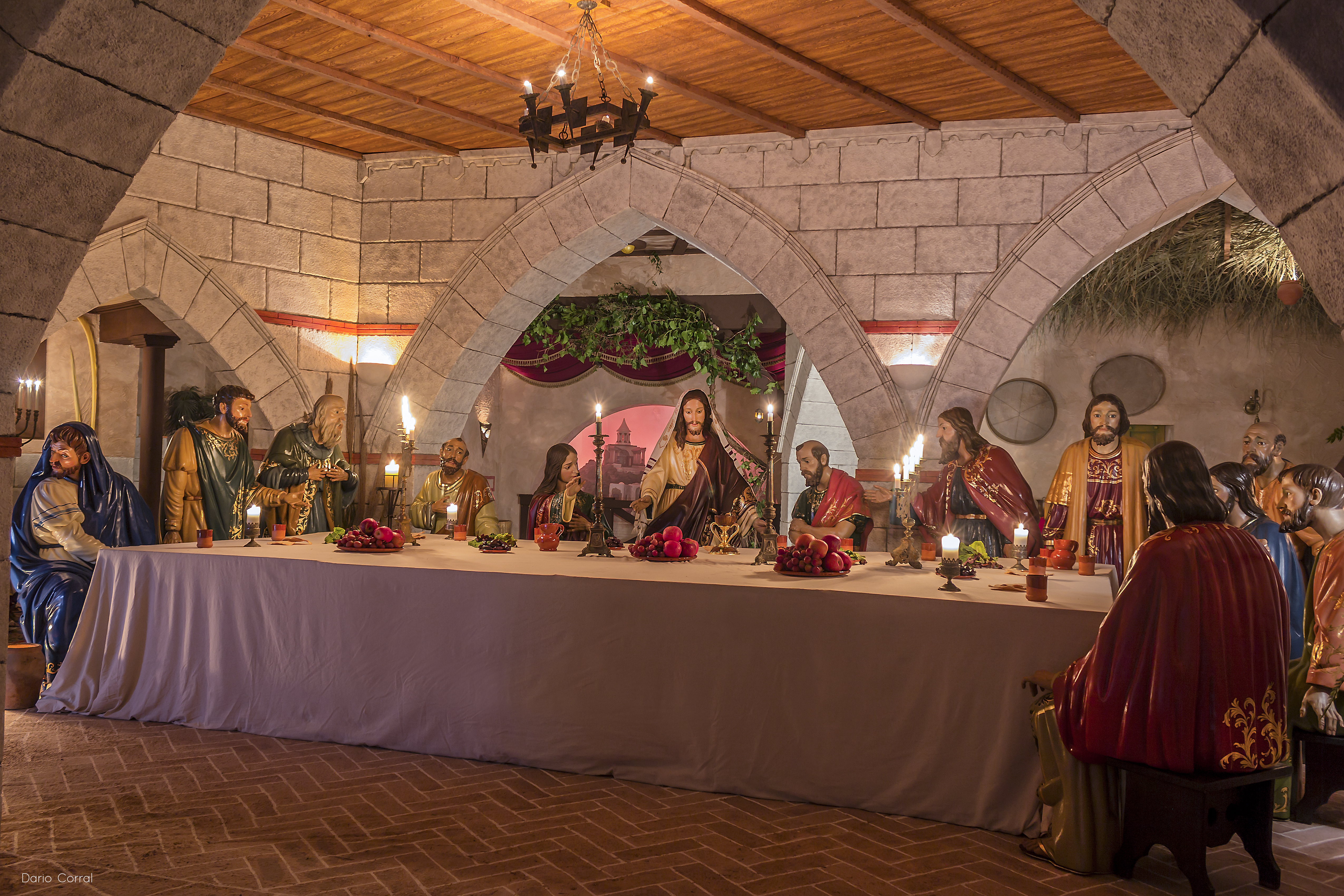
Dosel Santa Cena 2022

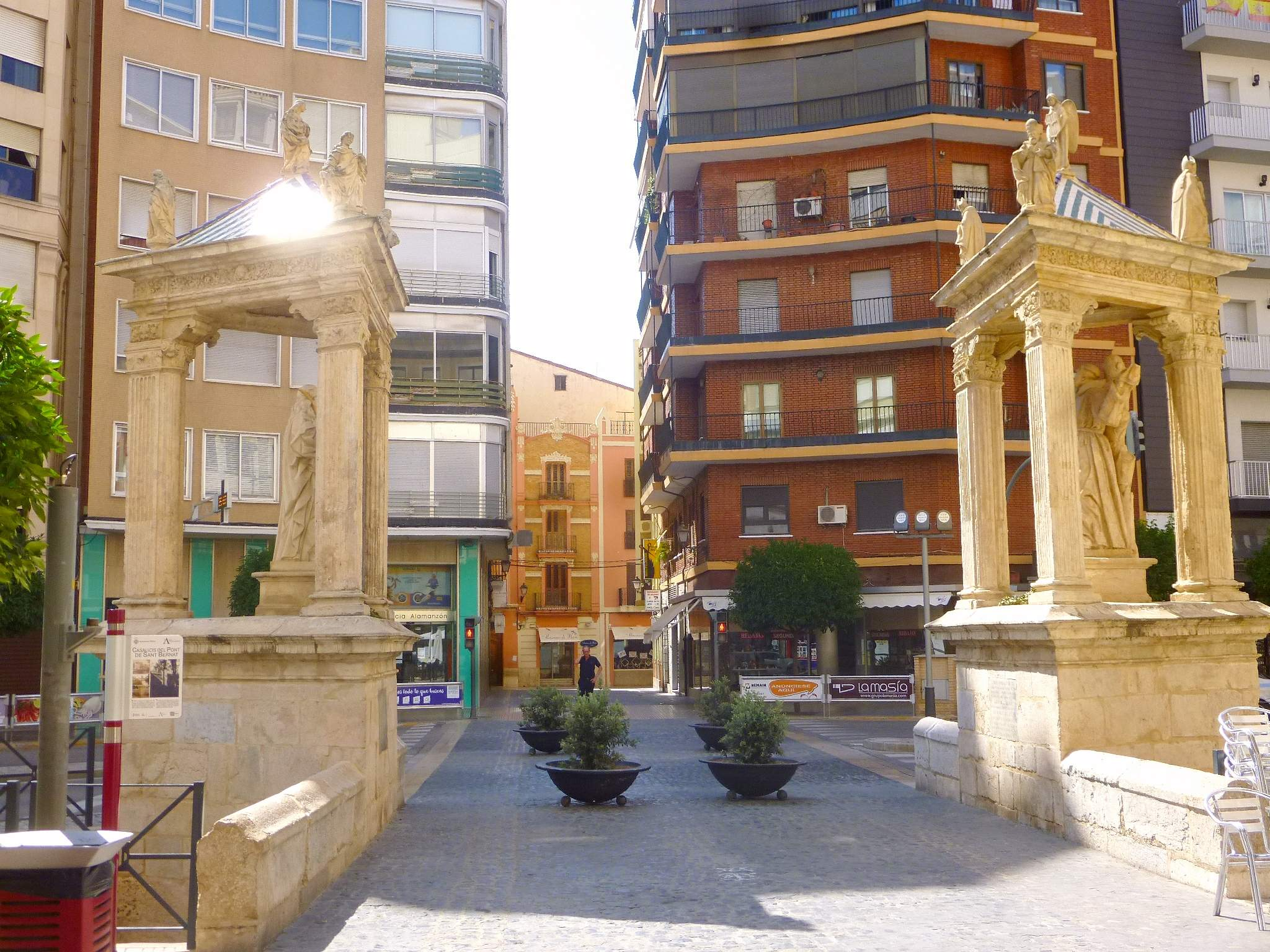
Monumento a San Bernardo de Alcira, en la avenida Santos Patronos

El primer domingo de junio se celebra una romería al valle de la Murta, para visitar el monasterio de Nuestra Señora de La Murta. Muchos romeros acompañan a Nuestra Señora de la Murta, patrona de Alcira, a pie en su traslado desde el ayuntamiento hasta el Valle. Allí se celebra una misa y una ofrenda de flores a la Virgen. Al finalizar la misma se entrega pan bendecido y se sirve una paella gigante. Por la tarde hay conciertos, bailes, corales...
Fiestas patronales de San Bernardo de Alcira (mártir)
Tienen lugar en el mes de julio, el día 23. Conmemoran el martirio de los santos patronos de la ciudad, San Bernardo y sus hermanas María y Gracia. De todas las actividades de tipo artístico, cultural y deportivo que se llevan a cabo, destacan por su popularidad los festivales musicales del campo de Venecia, con actuación de grupos musicales de moda. En su vertiente religiosa se viven con la solemnidad de un novenario en honor de los patronos y la procesión general del día 23.
Fiestas de Nuestra Señora del Lluch
En septiembre, Alcira honra a Nuestra Señora del Lluch. Las fiestas, con actos culturales y religiosos, alcanzan el máximo esplendor el último domingo de septiembre, donde se representa el hallazgo de la imagen con bailes tradicionales. La Virgen, habiendo estado en la ciudad por espacio de unos días, es devuelta en procesión a su Santuario.
Moros y Cristianos
Desde 2001, se celebra cada primer fin de semana de octubre, en el casco histórico de la Vila, la fiesta de Moros y Cristianos. 
San Silvestre
Conmemoración de la Reconquista (30 de diciembre). Desde el Ayuntamiento, las autoridades municipales presiden una procesión cívica que acompaña a la bandera de la ciudad, tras bajarla por el balcón principal, hasta la plaza de San Judas, donde se ubica el monumento a Jaime I de Aragón (del artista Enrique Casterá), y se hace ofrenda de una corona de laurel. Después de unos parlamentos, se emprende el regreso al Ayuntamiento, donde se celebra un Pleno extraordinario de imposición de las insignias de oro con el escudo de la ciudad, en sus diversas modalidades. En el transcurso del recorrido, se canta un solemne Te Deum, itinerante cada año por la arciprestal y resto de parroquias de la ciudad, por orden de antigüedad. 
Fiestas de barrios
En junio se celebran las fiestas de San Pere, San Bernabéu y Cristo de l'Alborxí; en julio las de San Cristóbal; en agosto las de la Virgen de los Ángeles, calles Paz y Olivo, Muntanyeta del Salvador, Vilella, Xavegó, La Graella, Racó de les Vinyes, urbanización San Bernardo, San Roque, Horno de Carrascosa, Colonia Santa Marina, subidas de Brú, Tisneres-Xixerà, Vallverd-La Coma y Arrabal de Santa María (Les Barraques).

### Medios de comunicación
Radio y televisión
Alcira contó con una emisora de radio de alcance comarcal e incluso provincial y fuera de estos límites mientras emitió en Onda Media entre 1934 y 1990. A finales de los años 1970, el industrial Luis Suñer Sanchis fundó Radio Color, que posteriormente fue adquirida por la Once y que actualmente se denomina Onda Cero La Ribera. En 1995 se fundó la emisora municipal Alzira Ràdio como consecuencia del taller de radio que se realizó en la Casa de la Cultura.
Desde 1986 cuenta con un canal de televisión de ámbito comarcal y en la actualidad de TDT: Ribera Televisió. Este medio privado comarcal, creado y dirigido por Rafael Guardiola Codes, cubre el hueco que dejaban las televisiones nacionales y autonómicas, apostando por hacer llegar hasta los hogares de la Ribera del Júcar y de otras comarcas cercanas incluso Valencia y l'Horta, las imágenes de la actualidad comarcal y difundir la cultura y lengua propia, tradiciones, fiestas, costumbres e historia. Ha recibido distintos reconocimientos en la Comunidad Valenciana y fuera de ella.
Prensa escrita
Alcira también cuenta con delegaciones de los diarios Levante-EMV y Las Provincias, ambos de ámbito autonómico y con edición comarcal. En cuanto a la prensa escrita local existen las revistas de difusión gratuita Viure Alzira (editada por el Ayuntamiento), y El Alfil (fundada en 1991) que abordan la actualidad de la ciudad. En 2001 se fundó Al Cor que desapareció en 2010 convirtiendo su formato a digital. En 2008 se creó la revista Festalzira, dirigida por el fotógrafo local Miguel Ángel Gil, que trata de acercar a los alzireños las noticias festivas, culturales y sociales. La veu de la Ribera y RiberaMagazine son de ámbito comarcal.
Prensa online
Por último, también existen varios diarios digitales, El Seis Doble, Riberaexpress, Tus Noticias de la Ribera, web de la revista Festalzira, Tot Alzira y Alziralmundo, con noticias de actualidad y personajes de la ciudad.

## Servicios

### Educación

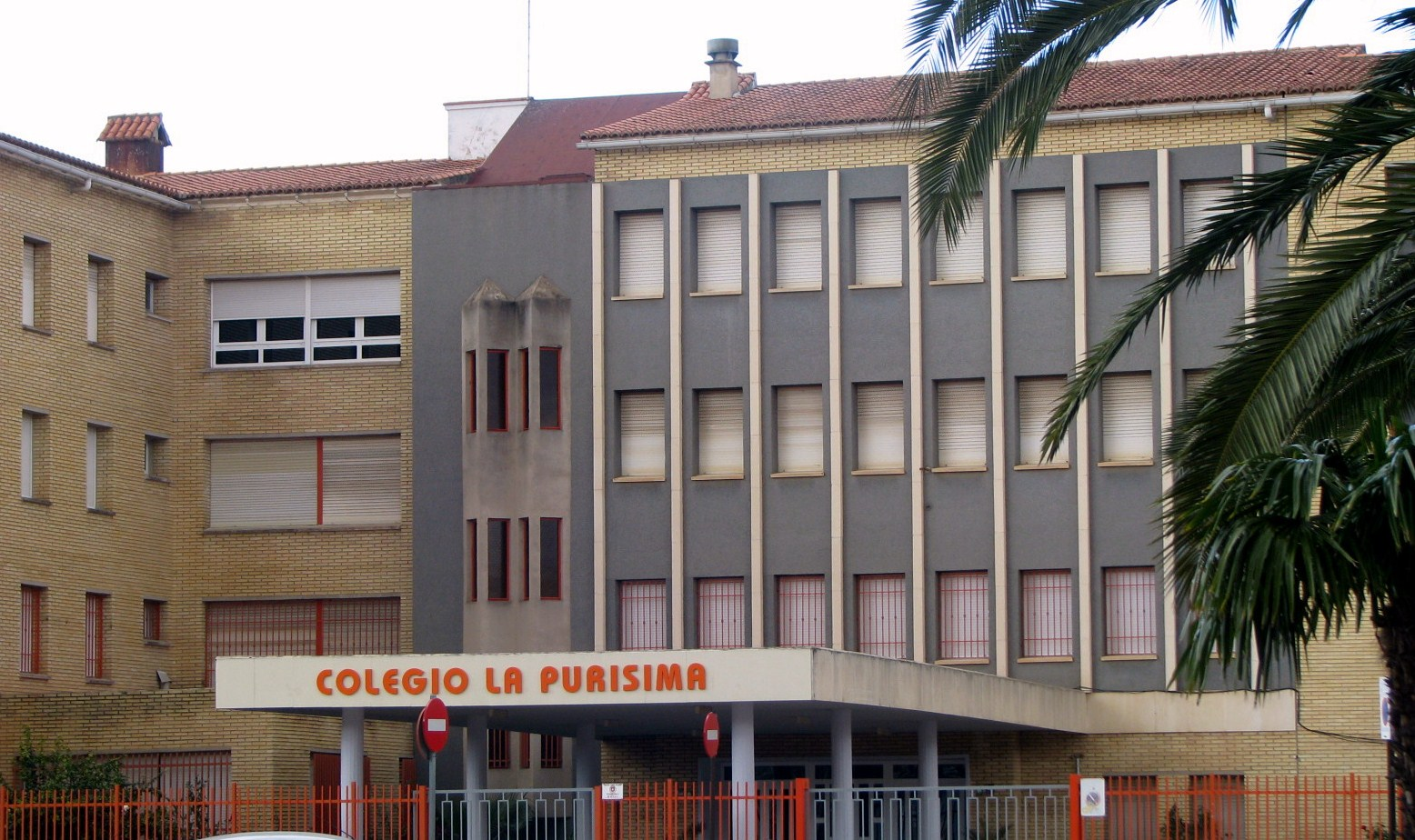
Colegio La Purísima

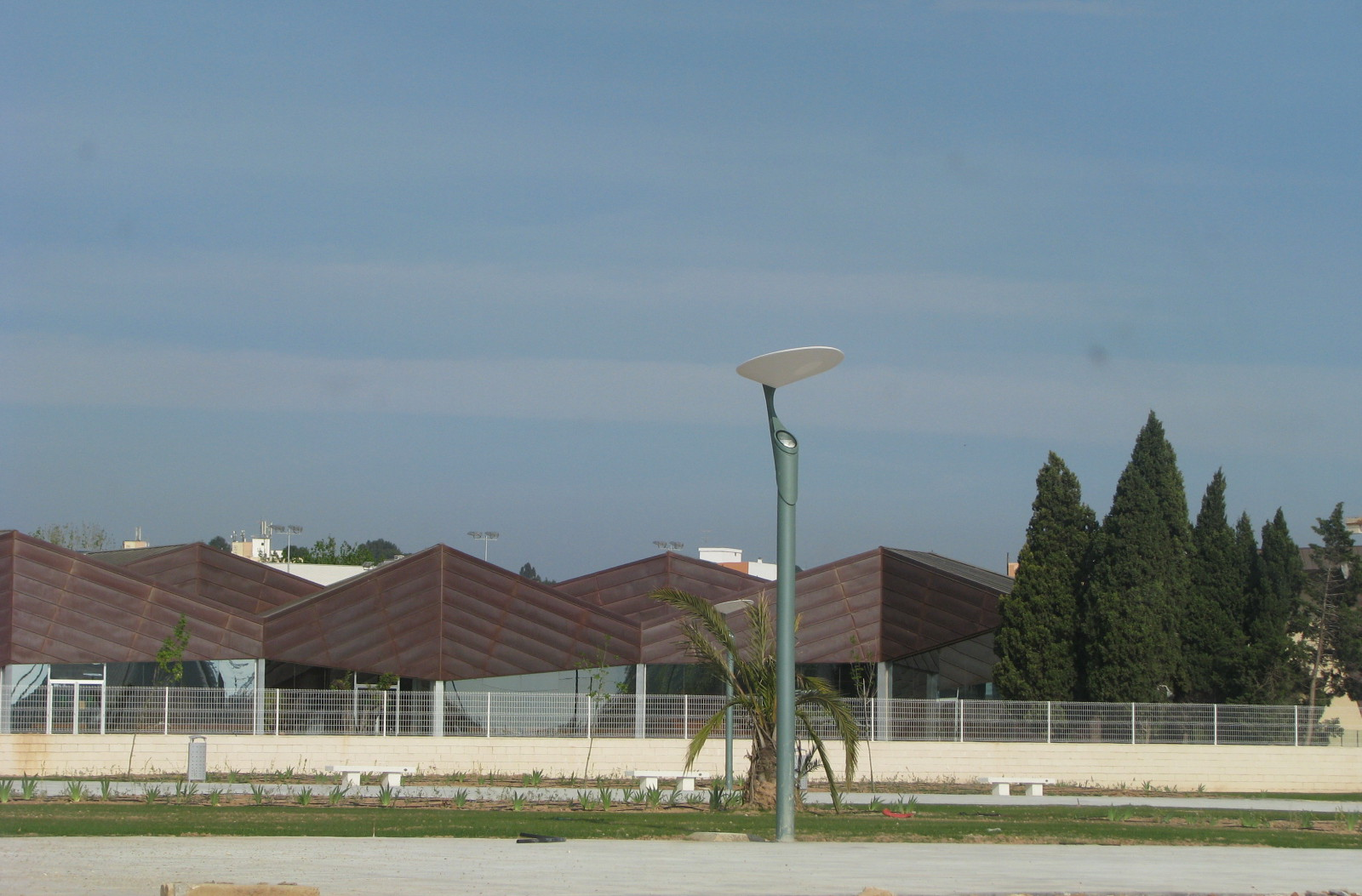
Campus universitario de La Ribera

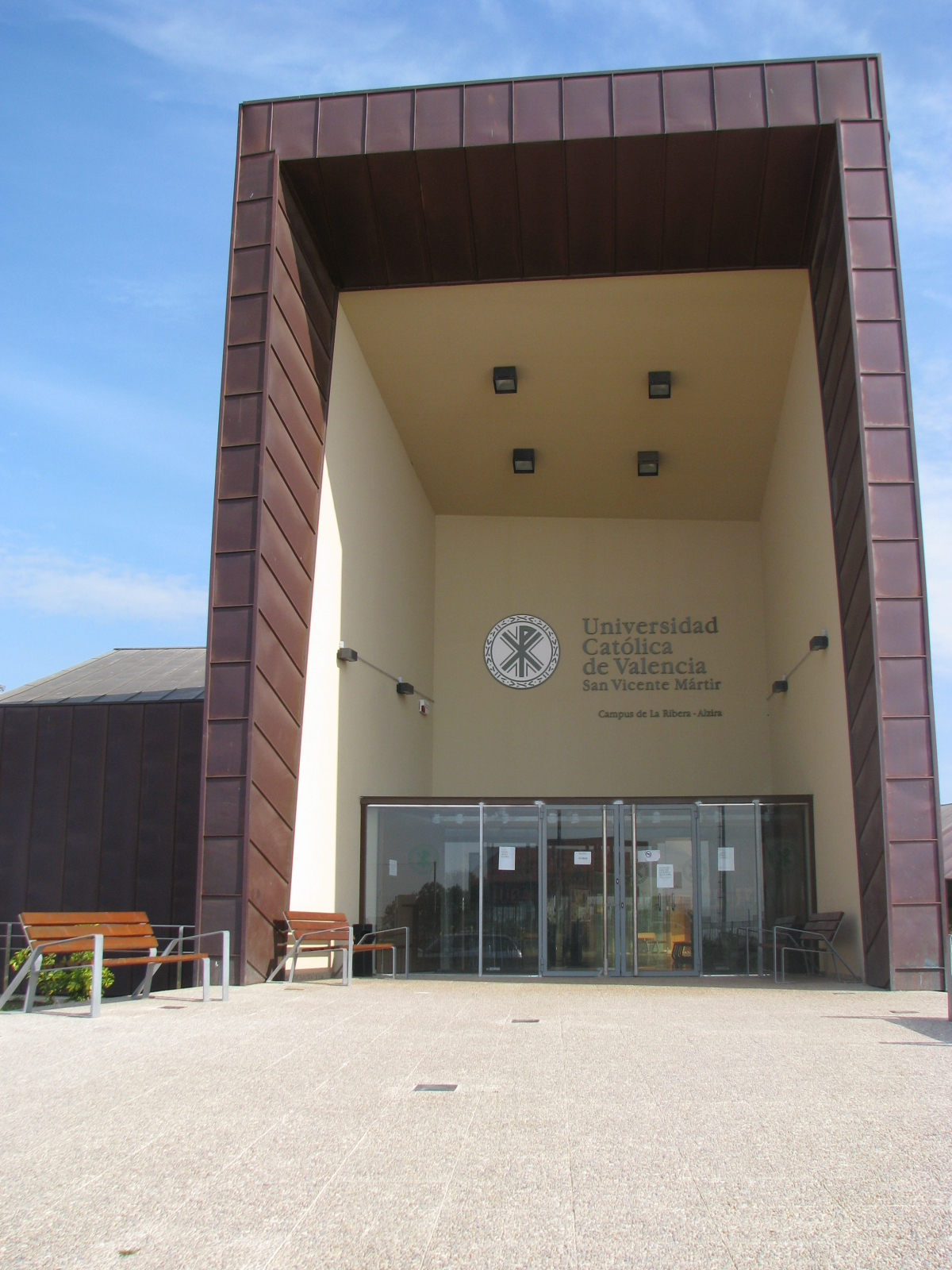
Centro de la Universidad Católica de Valencia San Vicente Mártir

La educación en Alcira depende de la Consejería de Educación de la Generalidad, titular de las competencias en materia de educación en el ámbito de la Comunidad Valenciana.

#### Educación infantil y primaria
- Colegio Público Alborxí.[27]
- Colegio Público Ausiàs March.[28]
- Colegio Público Federico García Sanchiz.[29]
- Colegio Público Federico García Lorca.[30]
- Colegio Público Luis Vives.[31]
- Colegio Público Pintor Teodoro Andreu.[32]
- Colegio Público Santa María de Aguas Vivas.[33]
- Colegio Público Tirant lo Blanc.[34]
- Colegio Público Vicente Blasco Ibáñez.[35]
- Colegio Gloria Fuertes.[36]
- Colegio La Purísima.[37]
- Academia Júcar.[38]
- Colegio Sagrada Familia.[39]
- Colegio Santos Patronos.[40]
- Colegio Británico de Alcira.[41]
- Centro de Educación Infantil NINETS.[42]

#### Educación secundaria
- Instituto de Educación Secundaria José María Parra.[43]
- Centro Integrado Público de Formación Profesional Luis Suñer Sanchis.[44]
- Instituto de Educación Secundaria Rey Don Jaime.[45]
- Instituto de Educación Secundaria Tulell.[46]
- Centro de Formación de Personas Adultas Enric Valor.[47]
- Colegio La Purísima (Franciscanas).[37]
- Colegio Sagrada Familia - Instituto Secular Obreras de la Cruz. Sagrada Familia, 18.[39]
- Colegio Británico de Alcira.[41]

#### Educación universitaria
- Universidad Católica de Valencia San Vicente Mártir.[48]
- Universidad Nacional de Educación a Distancia. Alcira.[49]

#### Otra enseñanza
- Colegio de Educación Especial Carmen Picó.[50]

###### PAU
Alcira organiza las pruebas de acceso a la universidad (PAU), dando servicio a diversas localidades limítrofes y de La Ribera Baja del Júcar.

### Comunicaciones

#### Carreteras
Se accede a esta ciudad, desde Valencia, a través de la autovía A-7 y la autopista AP-7.

#### Ferrocarril
Cuenta con estación de ferrocarril (RENFE) de la línea Valencia-Almansa, e integrada en la línea de cercanías de Valencia C2.

#### Autobús
Se puede acceder a Alcira en autobús interurbano donde confluyen muchas líneas de diferentes empresas que unen la ciudad con poblaciones próximas y con la ciudad de Valencia. Las empresas son Autobuses Buñol SL, Autocares Lozano SL, Autobuses Sueca SL, Autocares Sarrión SL, entre otras. Las líneas son las siguientes:
- Valencia - Guaduasar - Alcira - Carcagente.
- Hospital de Alcira - Alginet - Benifaió - Almusafes - Romaní - Sollana.
- Hospital de Alcira - Alcudia.
- Hospital de Alcira - Catadau - Llombai - Alfarp
- Carcagente - Alcíra - Algemesí.
- Sueca - Alcira.
- Cullera - Alcira.

Para los desplazamientos dentro de la ciudad, Alcira cuenta con un servicio de autobuses urbanos (AlziBús) de titularidad municipal cuyas líneas unen todos los barrios con la estación de ferrocarril, el hospital de La Ribera y centros de salud, centros comerciales, centros de enseñanza, etc.

## Ciudades hermanadas
- Corbeil-Essonnes (Francia)
- Onda (España)
- Carlet (España)